# Полиция Швейцарии

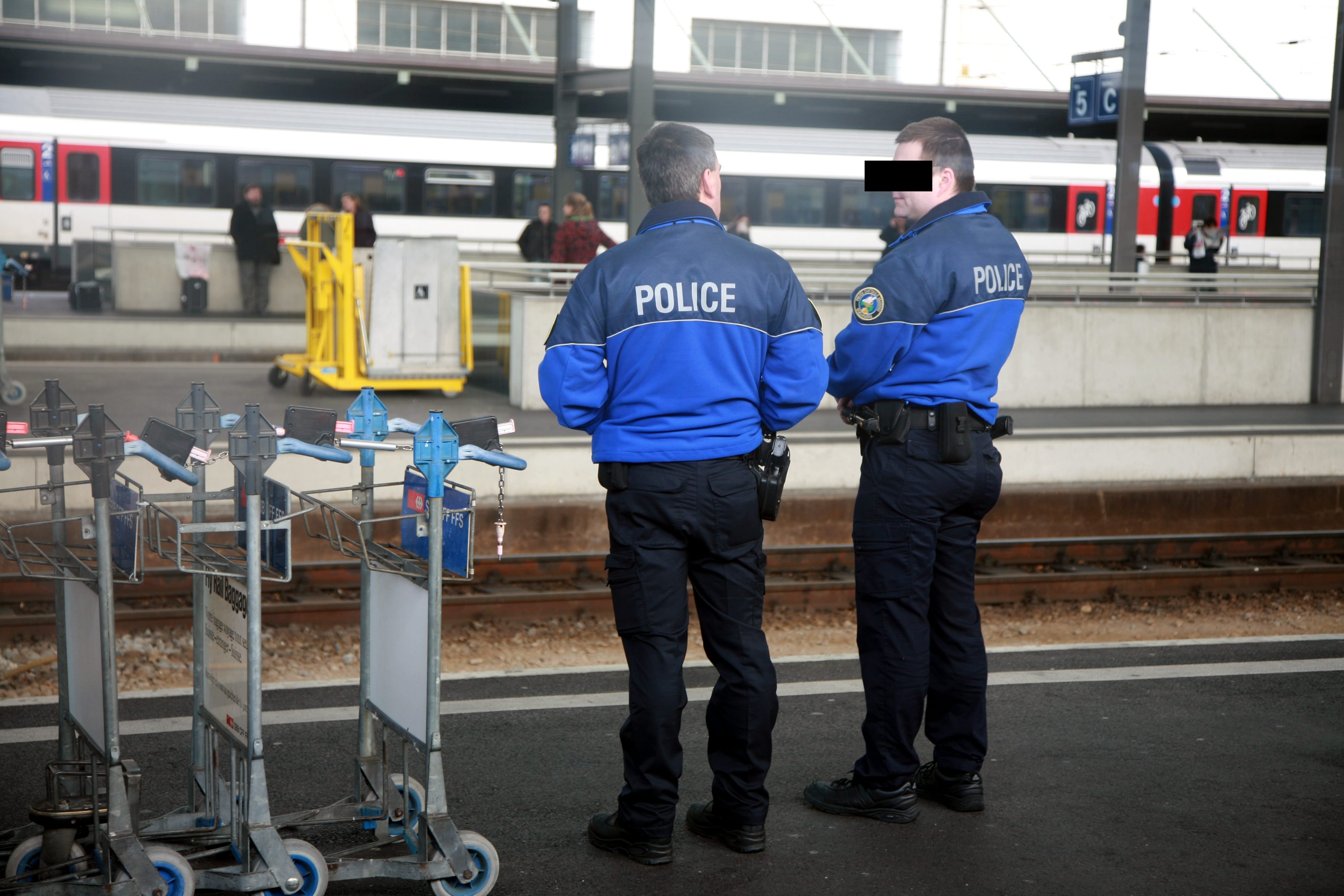
Полиция кантона Во на вокзале Лозанны

Полицейские корпуса, находящиеся на территории Швейцарии, обеспечивают внутреннюю безопасность Швейцарской Конфедерации и её населения. Компетенция в вопросах полиции, не будучи делегированной, в соответствии с федеральной конституцией, принадлежит кантонам. Таким образом, кантоны являются суверенными полицейскими органами и несут ответственность за обеспечение общественной безопасности и порядка на своей территории. 26 кантональных полицейских корпусов поддерживаются около 300 муниципальными и общинными полицейскими корпусами, а также Федеральным управлением полиции.
Швейцарская Конфедерация не обладает полной компетенцией в области охраны правопорядка. Тем не менее, федеральная конституция возлагает на неё ряд задач, ограниченных конкретными областями. В рамках задач полиции безопасности Швейцарская Конфедерация несет ответственность за защиту лиц и зданий Конфедерации, включая обязательства по защите, вытекающие из международного публичного права, полицейские полномочия связанные с выполнением таможенных обязанностей, гарантии безопасности в области общественного транспорта и авиации, а также полицейские полномочия в армии. В рамках функций судебной полиции Федеральная судебная полиция Федерального управления действует в качестве судебной полиции Швейцарской Конфедерации под руководством прокуратуры Конфедерации.

## История
Исторически Швейцария изначально была конфедерацией, каждый член которой был суверенным государством со своими законами, валютой и вооруженными силами. Таким образом, каждый кантон имеет свой собственный опыт работы в полиции, однако в каждом кантоне в течение длительного времени имелось лишь ополчение или маршальский суд.
В 1800-х годах, в период Гельветической республики, первая попытка объединения с французами, в результате оккупации страны Францией, провалилась. Тем не менее после восстановления своей автономии в результате провозглашения акта посредничества в большинстве кантонов были созданы бригады жандармерии, главная цель которых заключалась в борьбе с бродяжничеством. В 1820-х годах прерогативы этих войск расширились, а затем перешли к различным группировкам Анцианского режима, таким как маршальский суд или городская стража.
С созданием Союзного государства в 1848 году полномочия кантонов в сфере безопасности были закреплены, и в значительной степени оставались в их руках.
В 1909 году профессор криминологии Рейсс Рудольф Арчибальд основал Институт криминалистики Лозаннского университета, первую в мире академию криминалистики.

## Федеральные структуры полиции
Различные подразделения швейцарской полиции можно разделить на три основные группы. Во-первых, федеральная полиция, которая занимается серьёзными преступлениями, межкантональной и международной координацией; во-вторых, кантональная полиция, которая занимается большинством дел; и наконец, местная и общинная полиция, которая выполняет функции местной полиции.

### Конфедерация

#### Федеральное управление полиции
Федеральное управление полиции (FEDPOL) является компетентным федеральным полицейским ведомством на федеральном уровне. Оно подотчетна Федеральному департаменту юстиции и полиции. Также, оно отвечает за вопросы, касающиеся Федеральной судебной полиции, и её штаб-квартира находится в Берне.
Его полномочия и функции основываются главным образом на Постановлении от 17 ноября 1999 года об организации Федерального департамента юстиции и полиции. Сферы его юрисдикции ограничены по сравнению с другими федеральными полицейскими силами.
Все органы федеральной полиции объединены под эгидой Управления федеральной полиции, которое носит общее название «fedpol».
Федеральное управление полиции состоит из следующих подразделений:
- Директорат/Штаб, который, как следует из названия, является руководящим органом «fedpol».
- Главный отдел международного сотрудничества органов полиции, который отвечает за координацию запросов о взаимной правовой помощи, касающихся Швейцарии, и надзор за запросами, направленными Швейцарией за рубеж.
- Главный отдел Федеральной судебной полиции, самый важный орган, занимающийся решением задач полиции в рамках федеральной юрисдикции, такими как организованная преступность, террористическая деятельность, военные преступления и т. д.
- Главный отдел обслуживания, представляющий собой информационную платформу, отвечающую за ведение различных баз данных, содержащих данные об отпечатках пальцев, ДНК, пропавших без вести лицах и т. д.
- Главное управление Федеральной службы безопасности, которое отвечает за безопасность государственных деятелей, магистратов и зданий, а также за координацию действий в случае захвата заложников с помощью шантажа в отношении Конфедерации.
- Отдел ресурсов, который является административным подразделением, осуществляющим управление кадровыми, финансовыми и техническими службами.

В 2009 году штат Fedpol насчитывал 895 сотрудников, большинство из которых были юристами и специалистами. В 2009 году бюджет Управления составил 226 миллионов швейцарских франков.

### Кантоны

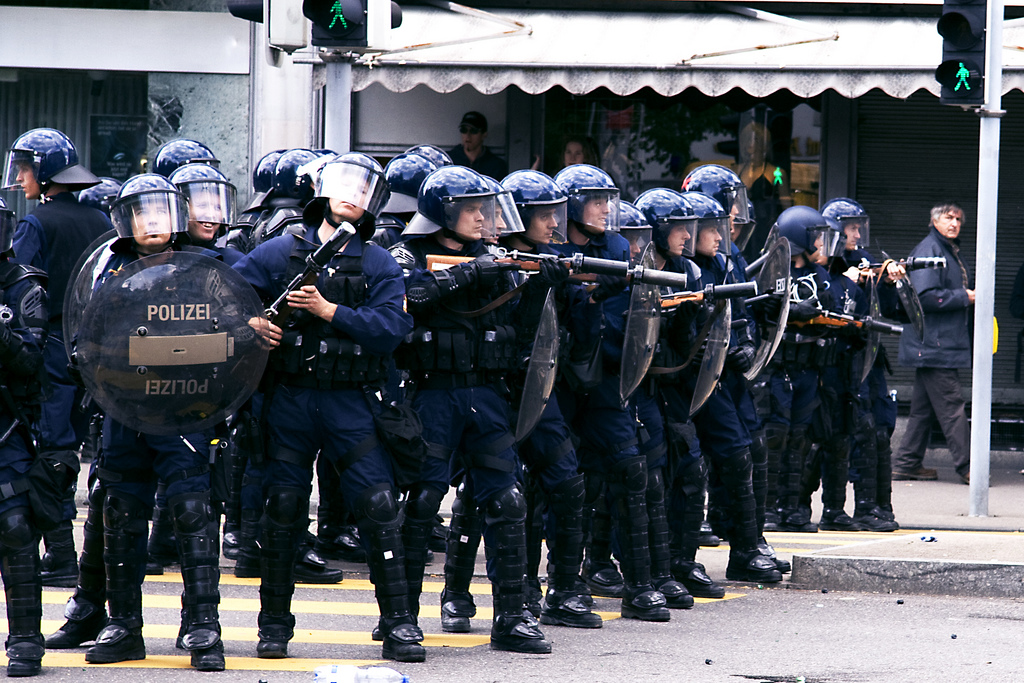
Муниципальная полиция Цюриха на демонстрации в честь Дня труда в 2007 году

Каждый кантон имеет свои собственные полицейские силы, которые часто состоят из полицейских сил в форме жандармерии при поддержке судебной полиции или полиции безопасности, которая занимается крупными расследованиями. Однако в некоторых кантонах это различие не проводится или перестало проводиться.
Аналогичным образом, в некоторых кантонах до сих пор существует сильная местная полиция, а в других — только кантональная.
Поскольку Конституция Швейцарии и конституции различных кантонов закрепляют суверенитет кантонов над своей территорией, оказалось необходимым заключить между ними соглашения о сотрудничестве в судебной сфере, чтобы преступление, совершенное в кантоне, могло преследоваться и за его пределами. С этой целью всеми кантонами было подписано соглашение о сотрудничестве, последняя версия которого датируется 1992 годом.
Поскольку не все кантоны располагают одинаковыми финансовыми средствами или одинаковым числом жителей, не все они располагают полицейскими силами для реагирования на все ситуации. Таким образом, в то время как крупные кантоны могут позволить себе специальные полицейские службы, большинство небольших кантонов не имеют такой возможности. Для устранения этих недостатков были заключены соглашения, закрепляющие принципы сотрудничества между кантонами.

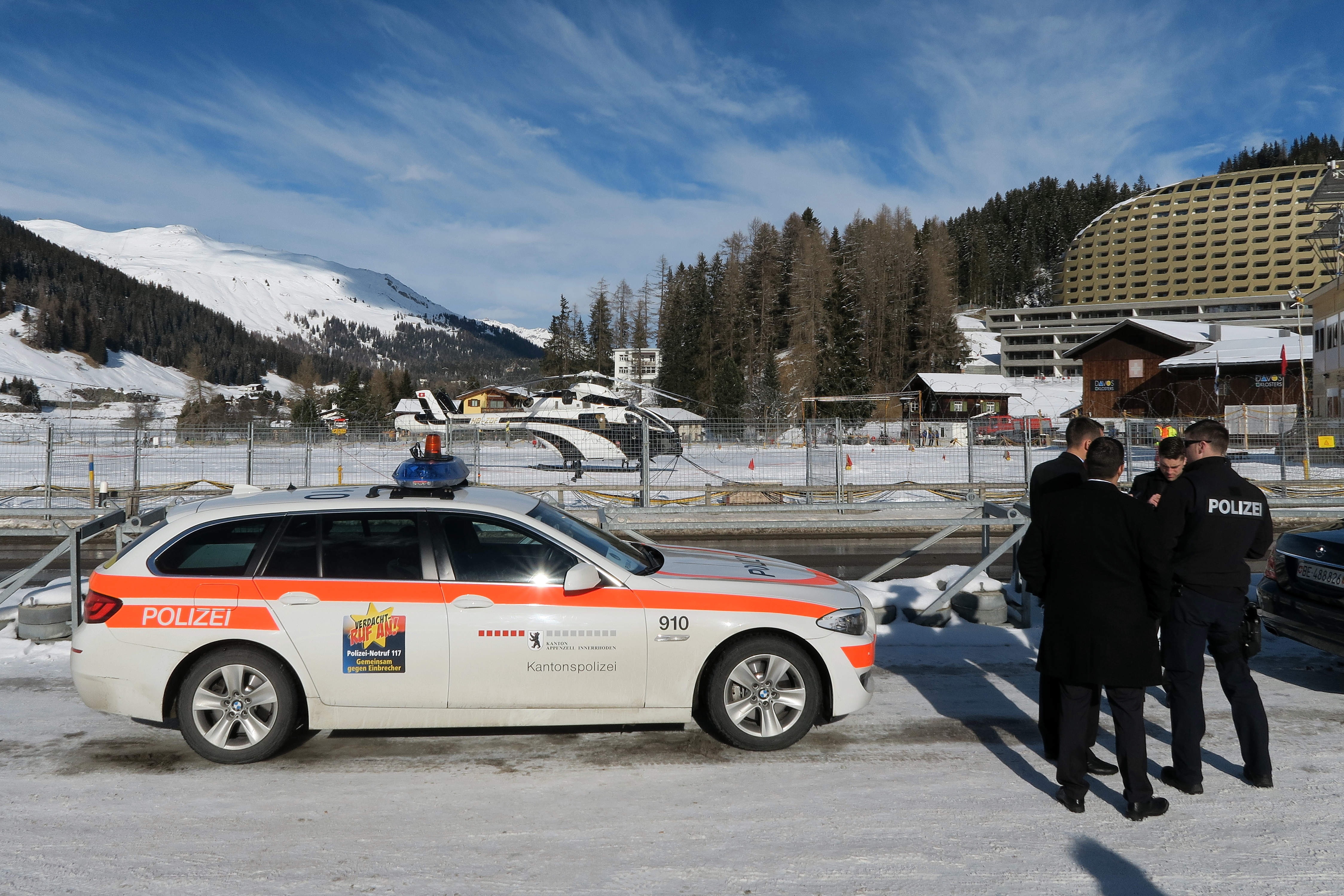
Полиция кантона Аппенцелль-Иннерроден
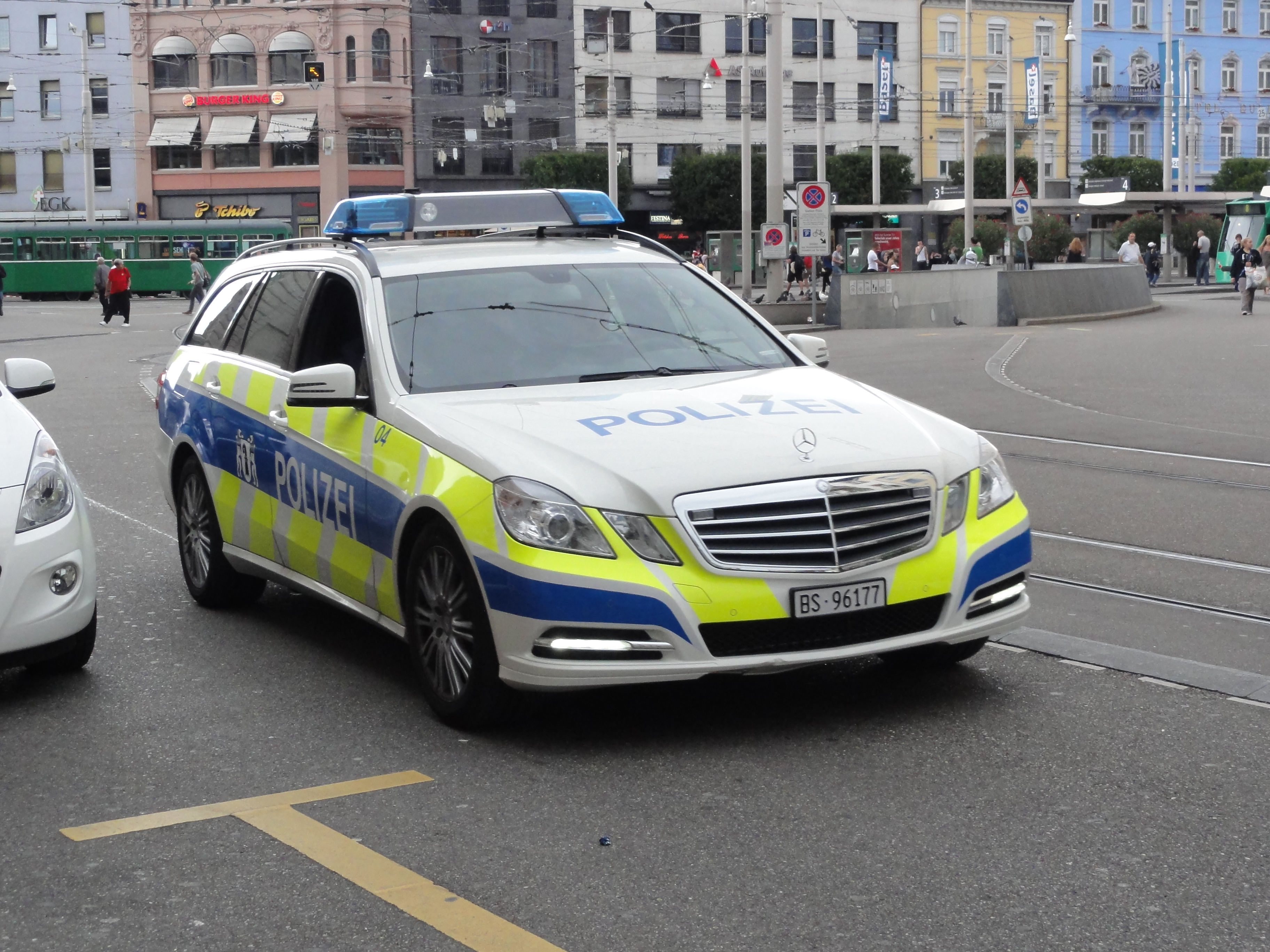
Полиция кантона Базель-Штадт
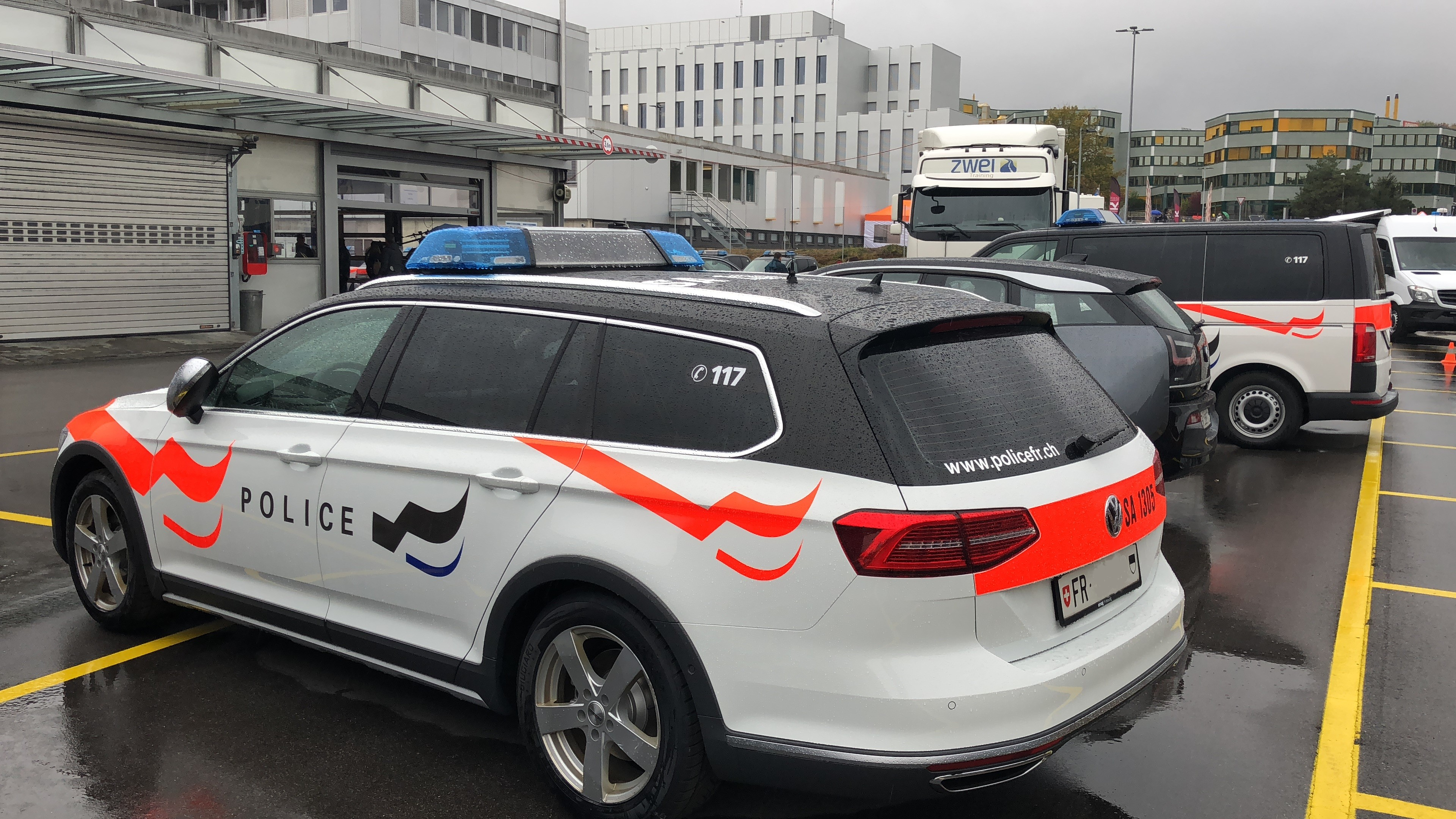
Полиция кантона Фрибур
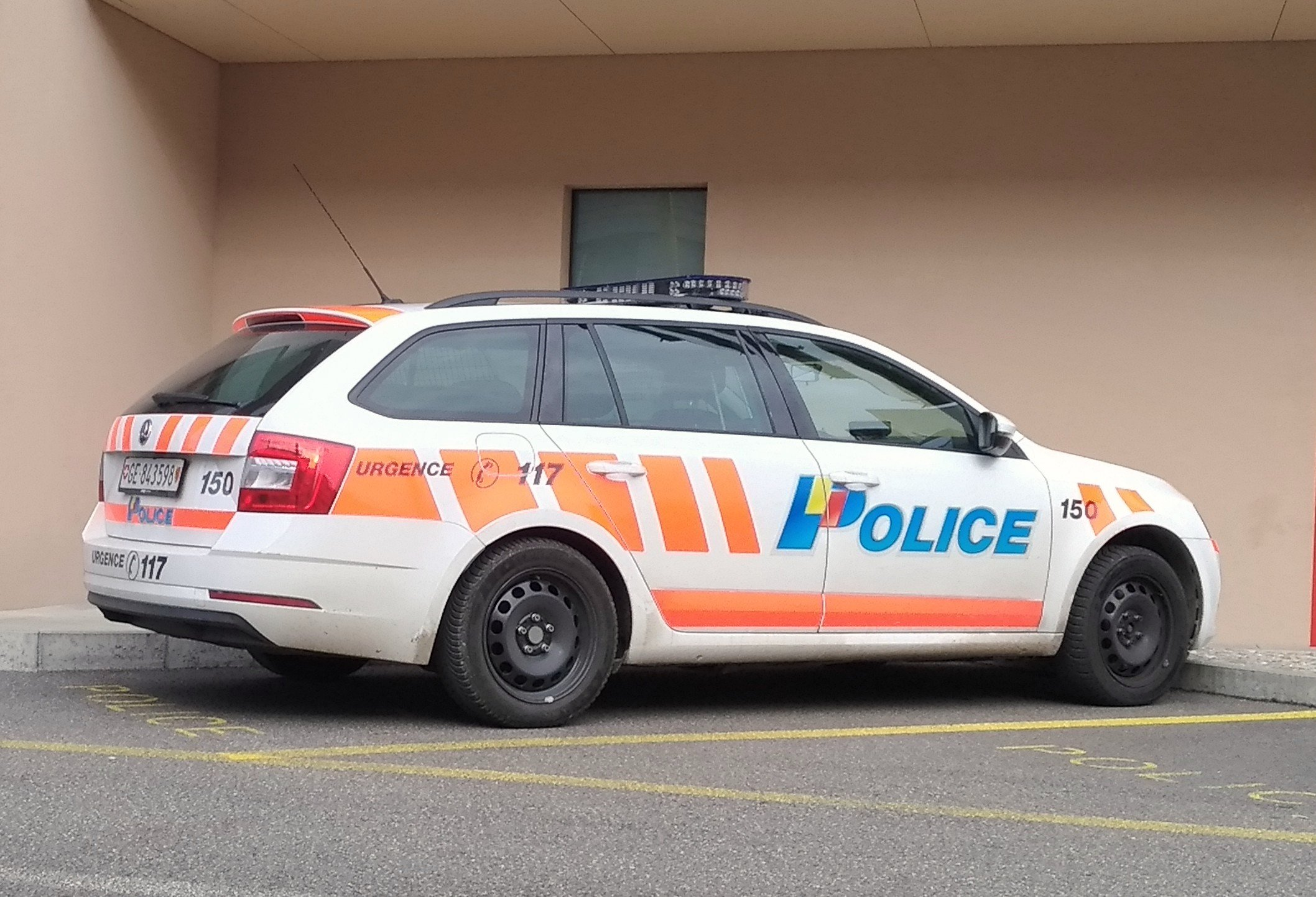
Автомобиль кантональной полиции Женевы
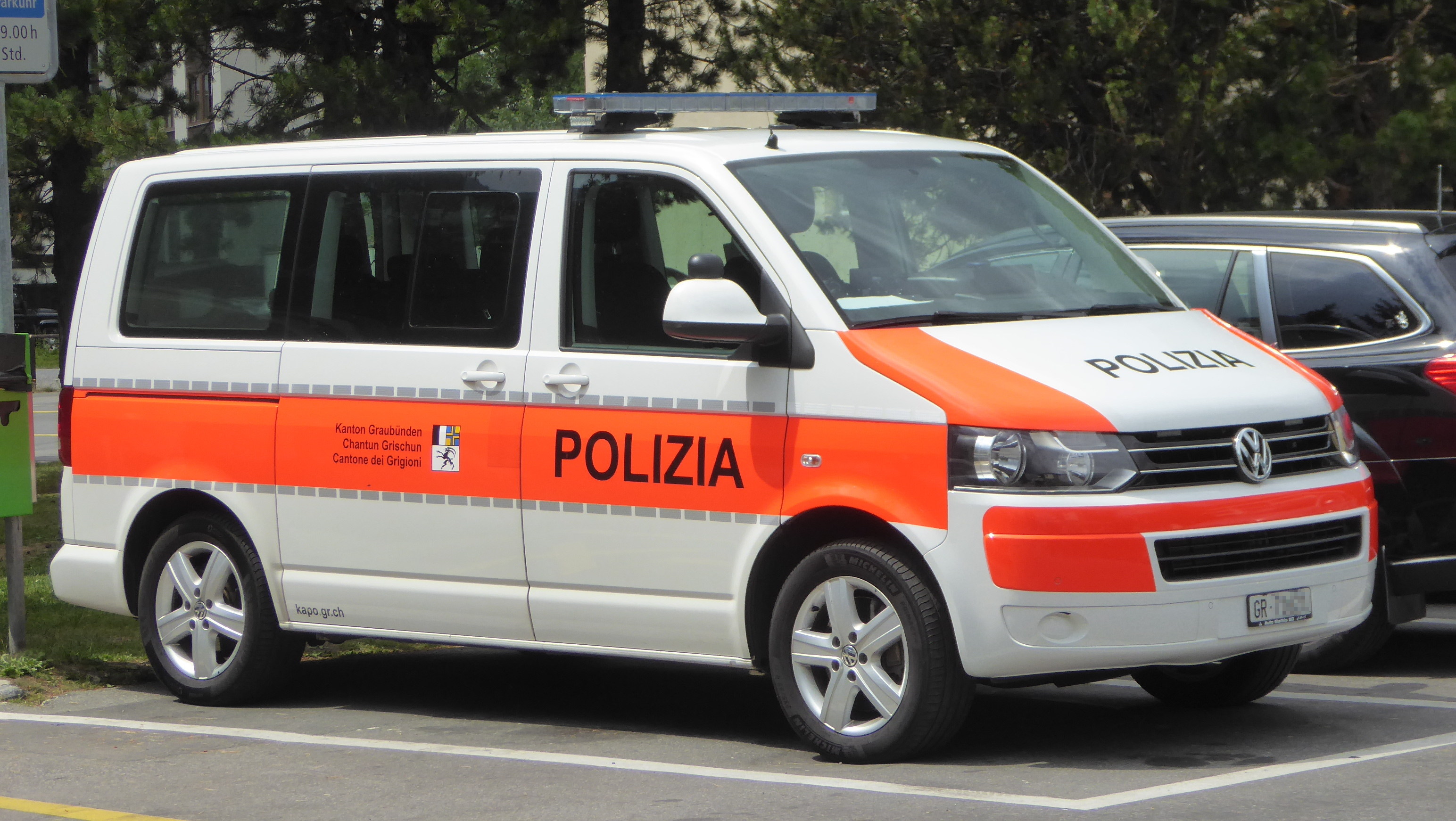
Полиция кантона Граубюнден
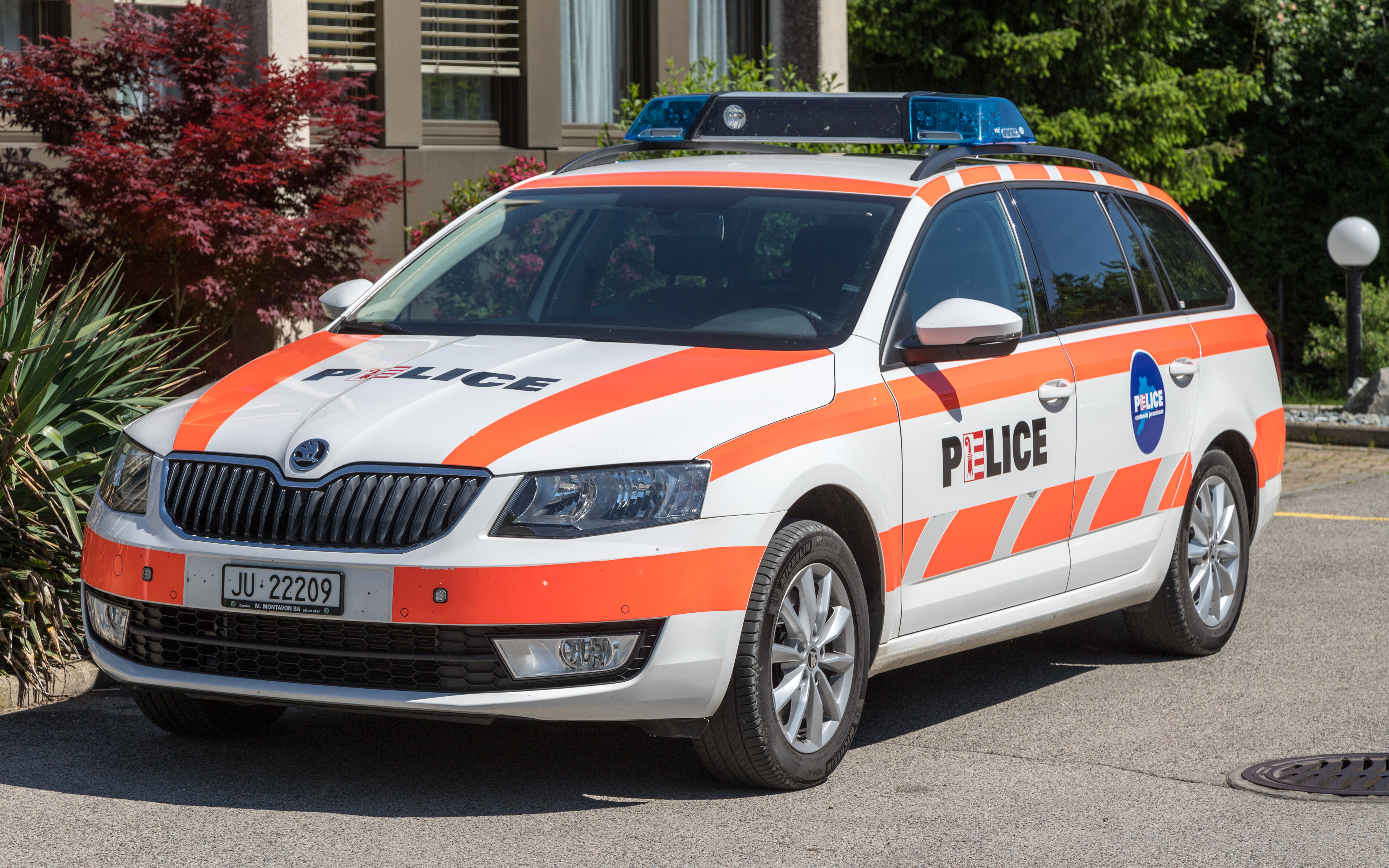
Полиция кантона Юра
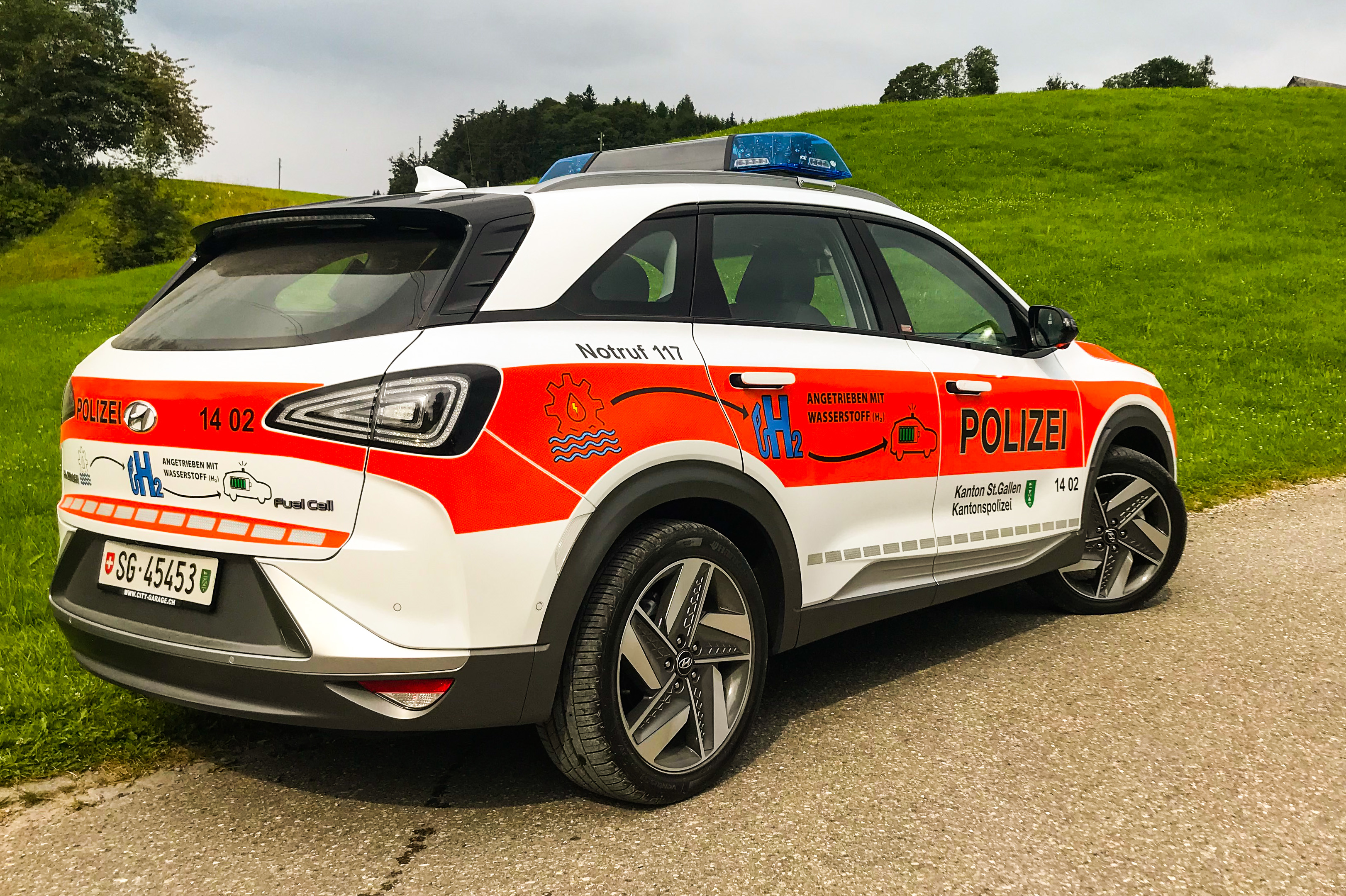
Полиция кантона Санкт-Галлен
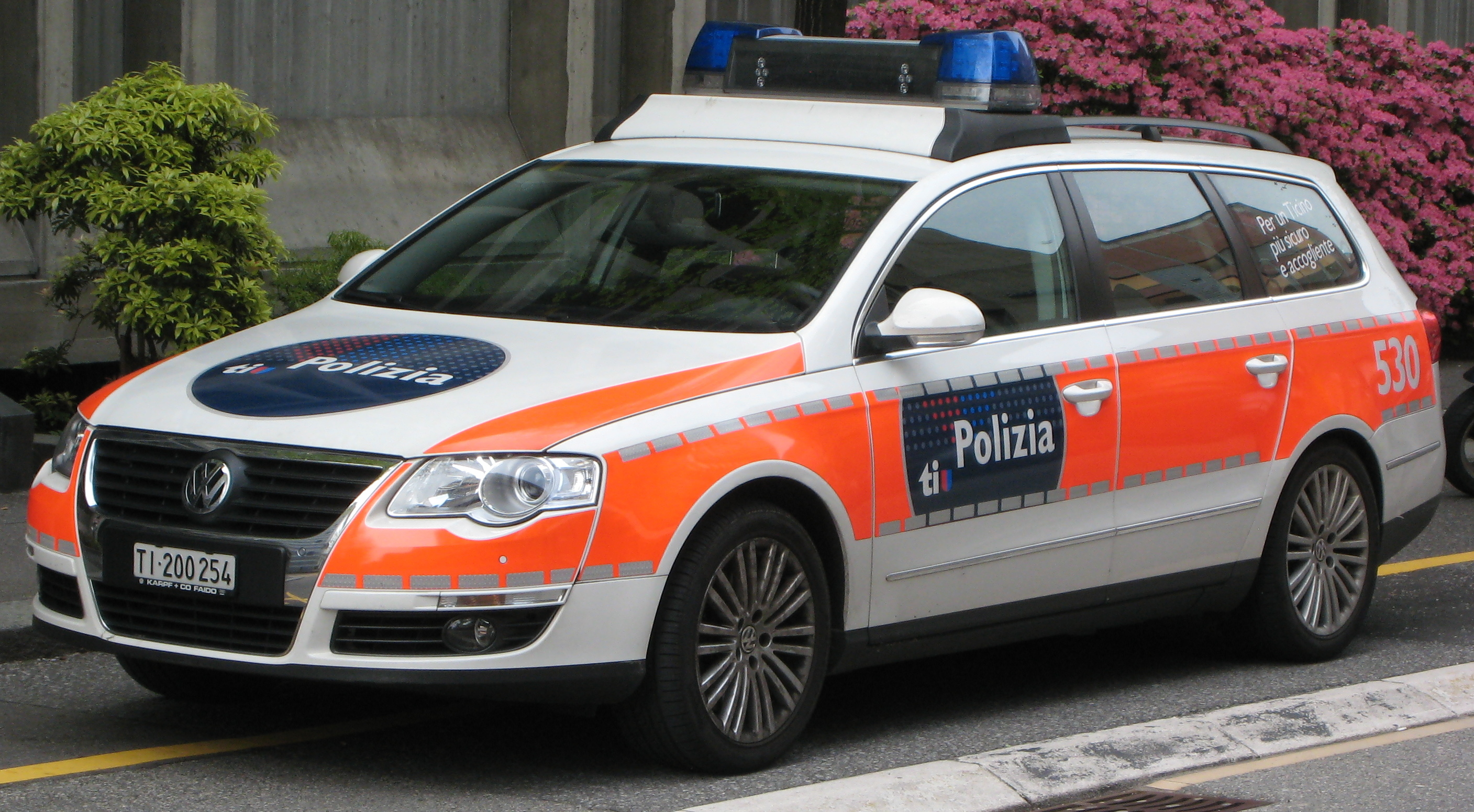
Полиция кантона Тичино
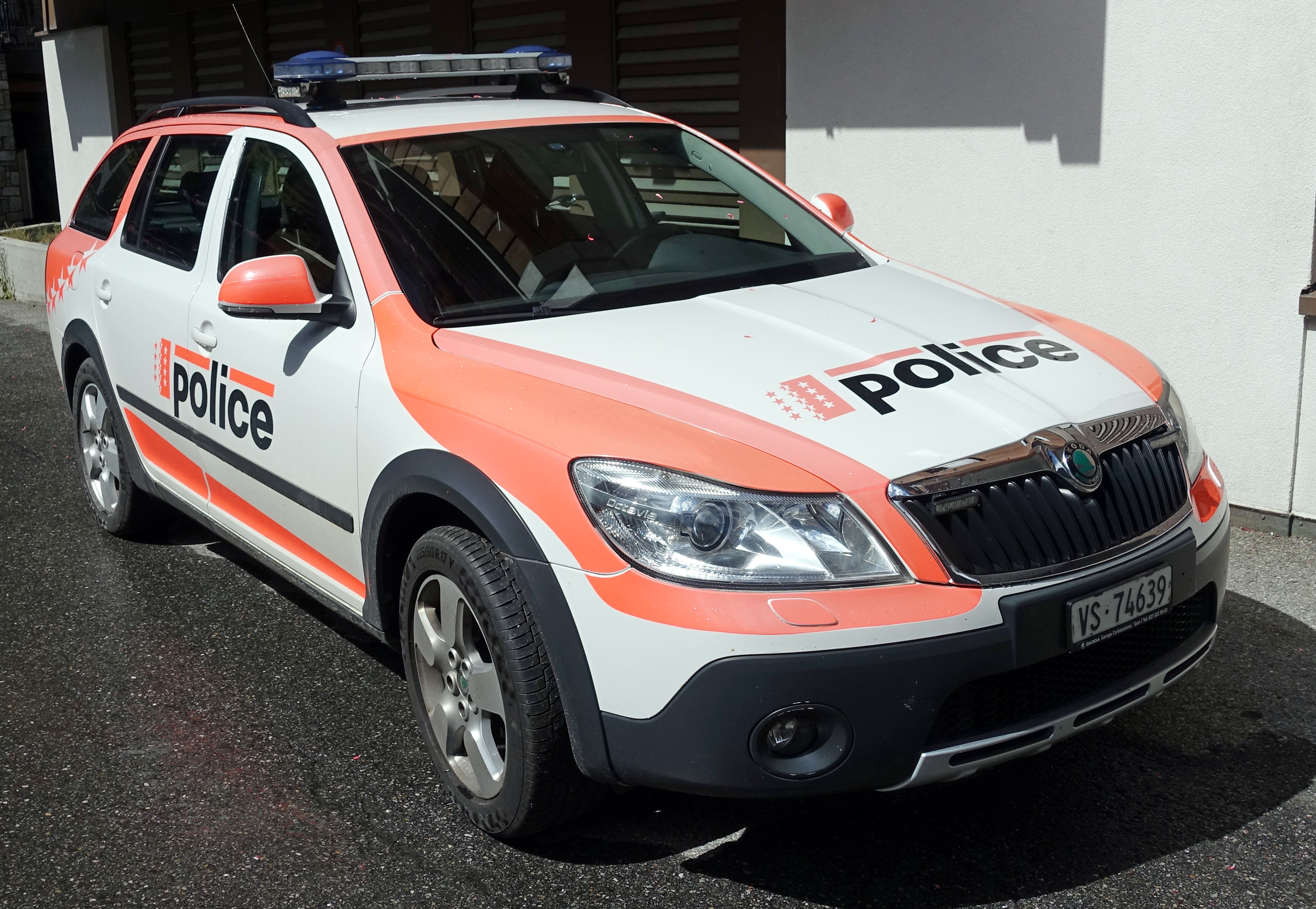
Полиция кантона Вале
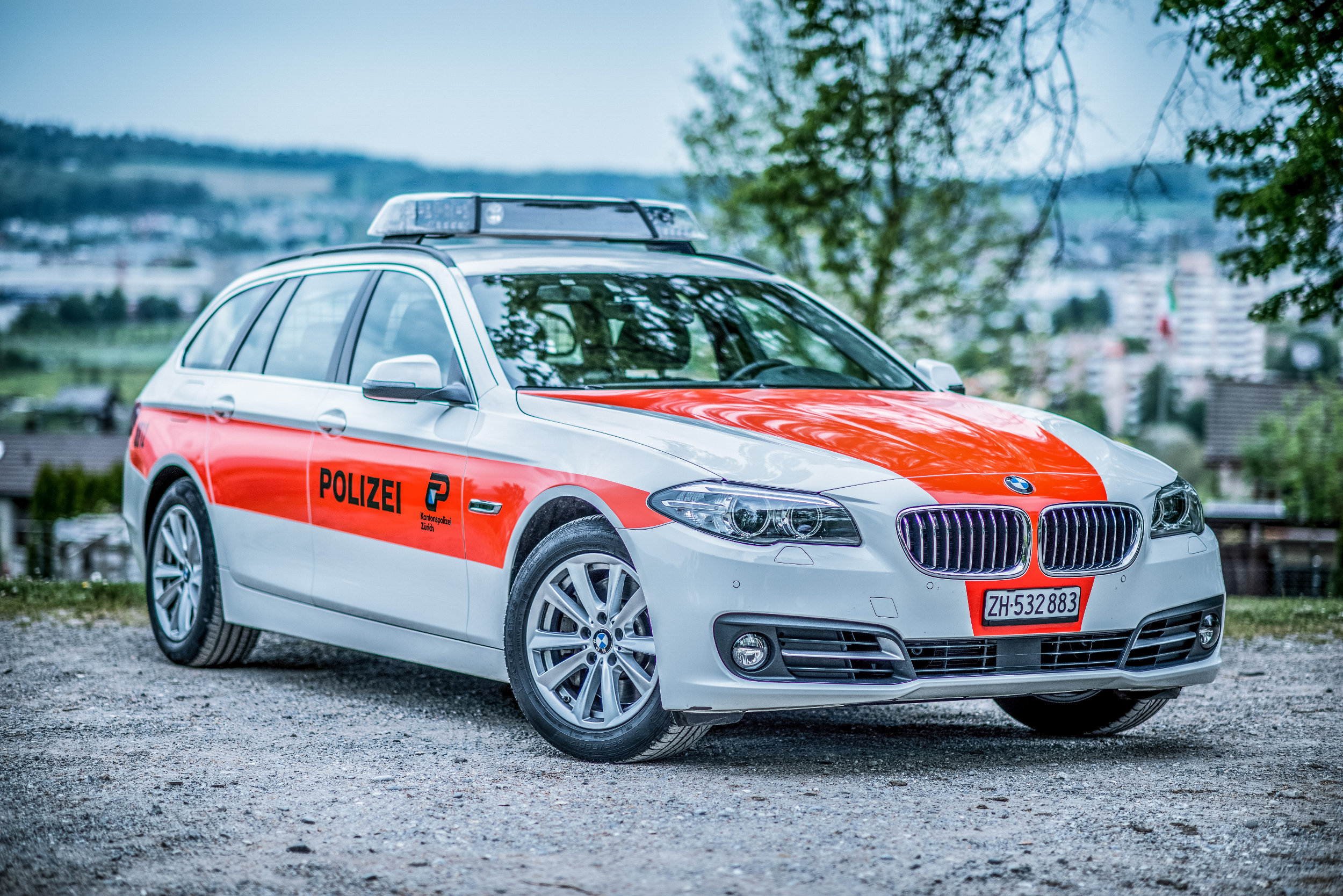
Полиция кантона Цюрих
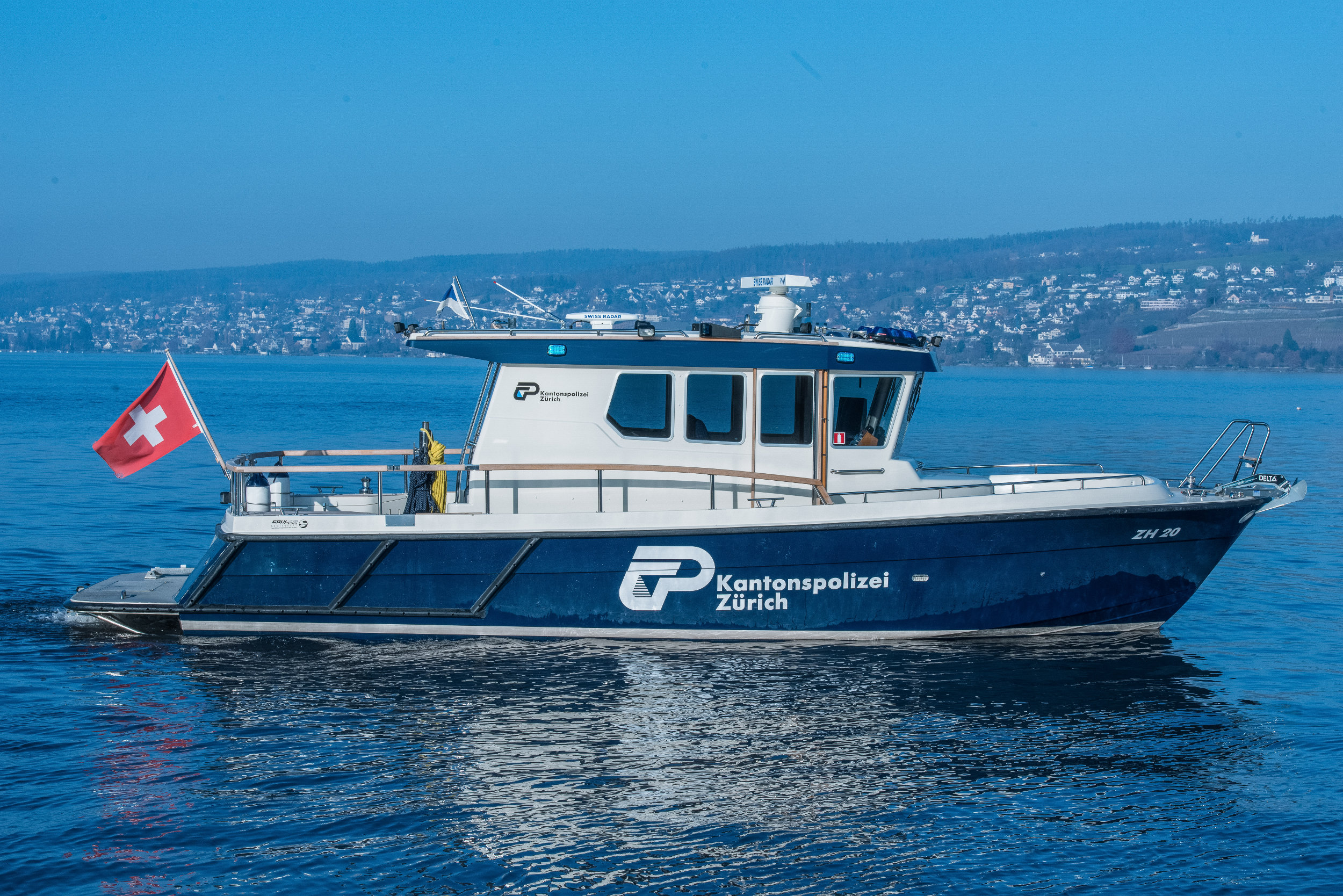
Полиция кантона Цюрих

### Коммуны
Большинство крупных швейцарских коммун имеют муниципальную или межобщинную полицию с разным числом сотрудников в форме и без неё. Основными задачами этой полиции являются обеспечение безопасности людей и имущества (Служба спасения), охрана общественного порядка, наблюдение за дорожным движением или соблюдение порядка и спокойствия жителей. С 2012 года в кантоне Во муниципальные полицейские силы (кроме Лозанны) были объединены в межобщинную полицию, разбросанную по всему кантону, включая Полицию Западной Лозанны (POL), Полицию региона Морж (PRM), Полицию Северного Во (PNV), Полицию Ривьеры, Полицию Восточной Лозанны (PEL), Полицию региона Ньон (PNR), Полицию Шабле (EPOC) и др.
Муниципалитеты также выполняют административные полицейские функции, в частности в том, что касается контроля за жителями.

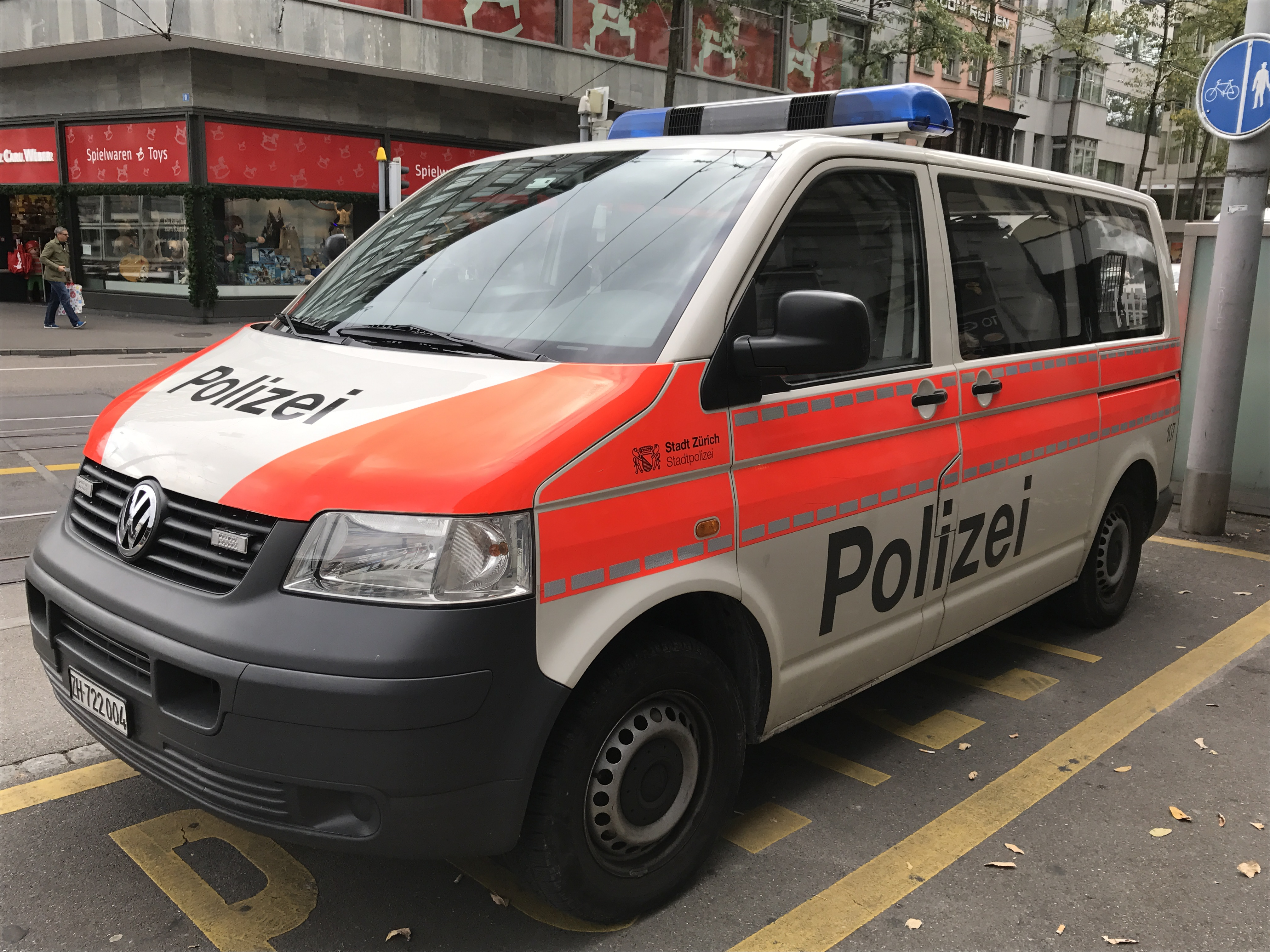
Городская полиция Цюриха (2017)
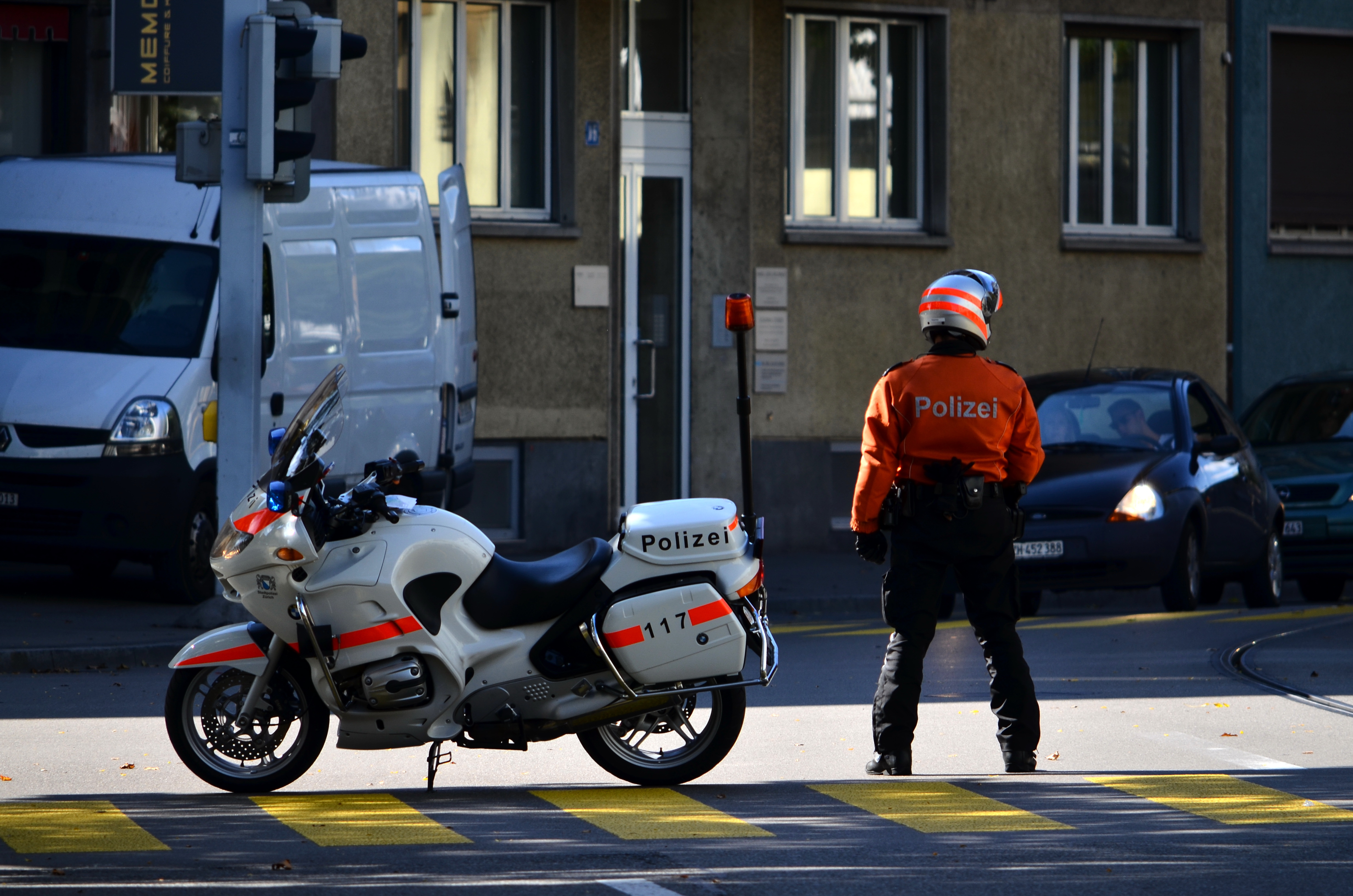
Мотоциклист городской полиции Цюриха (2014)
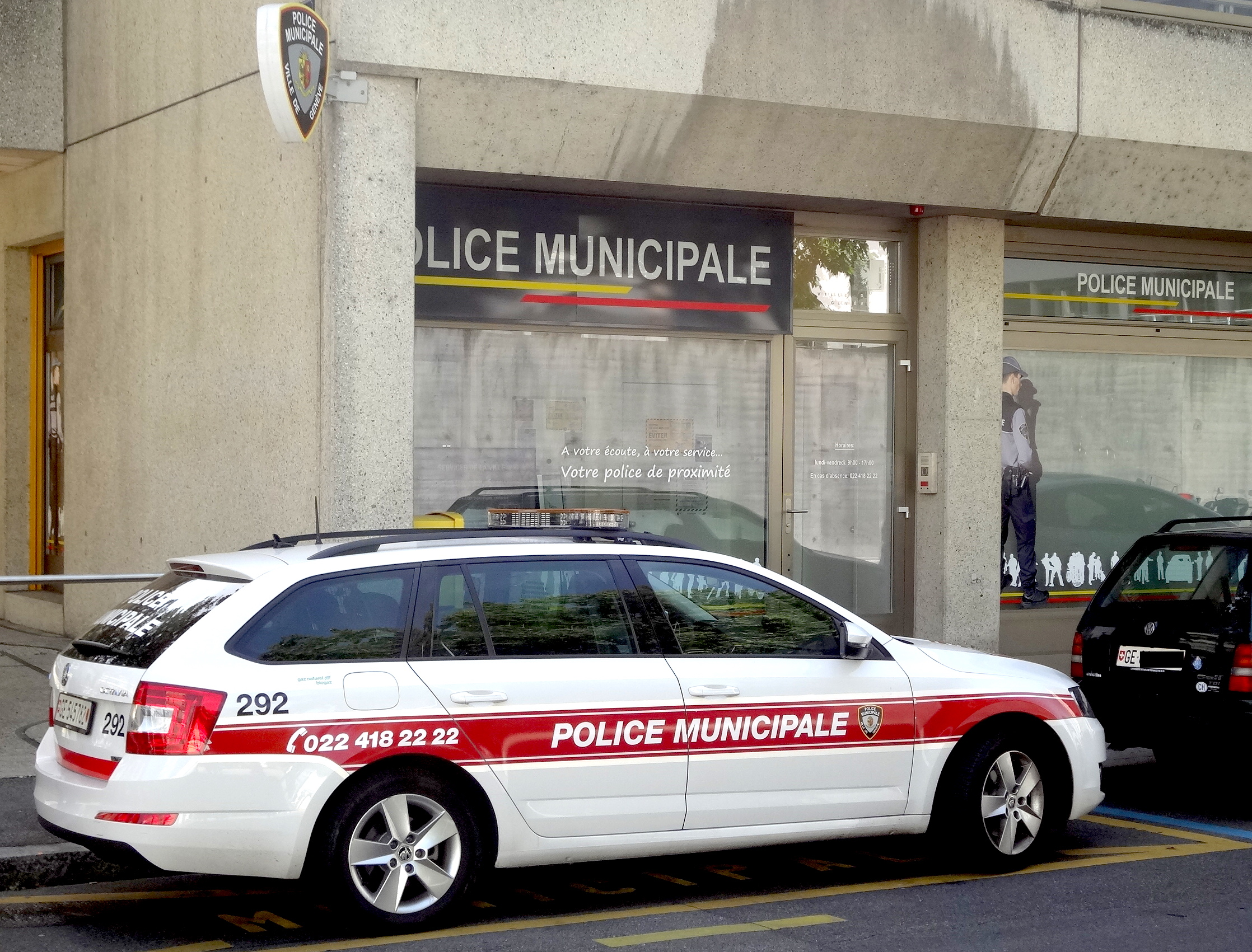
Муниципальная полиция Женевы (2017)
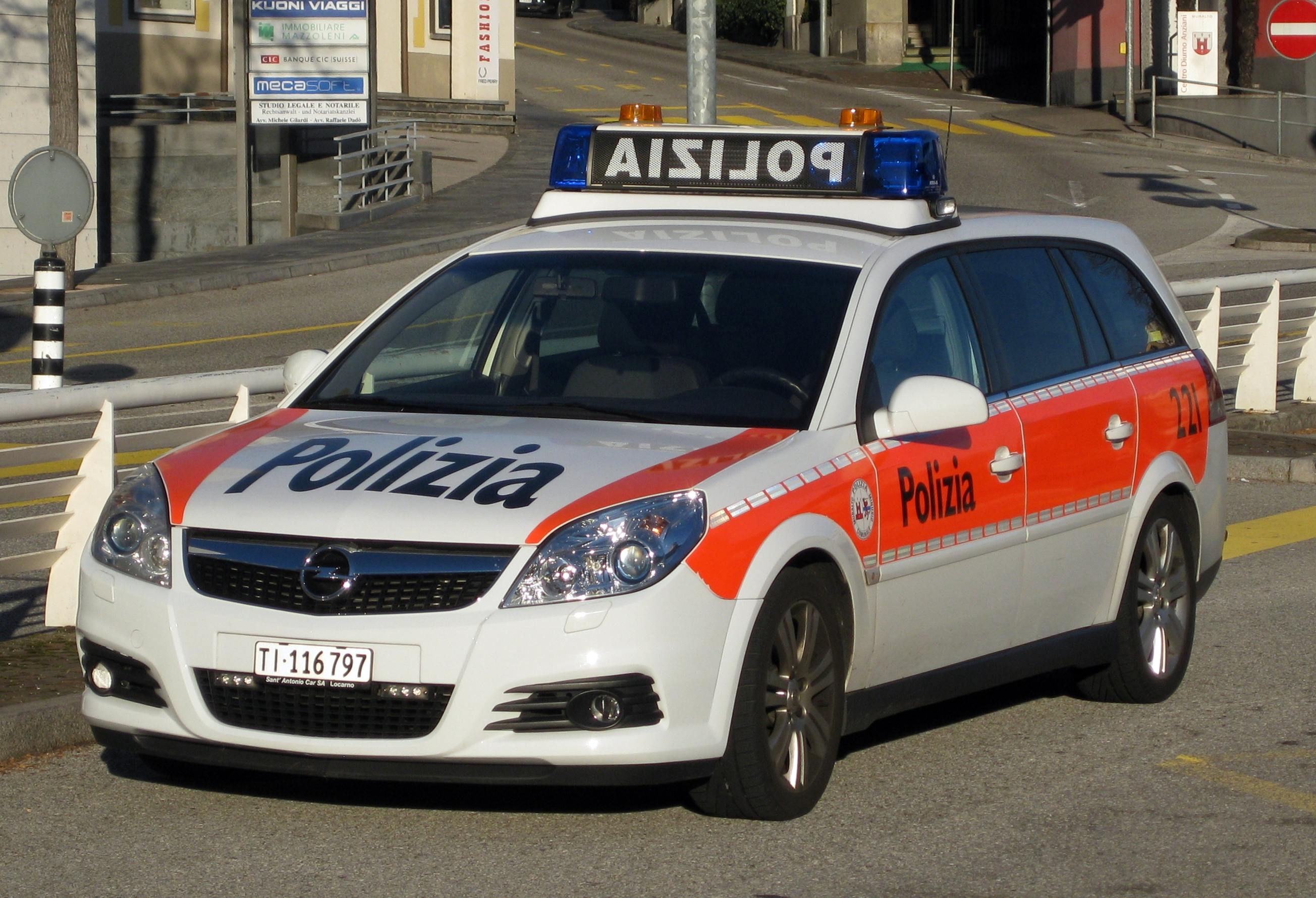
Полиция Локарно (2011)
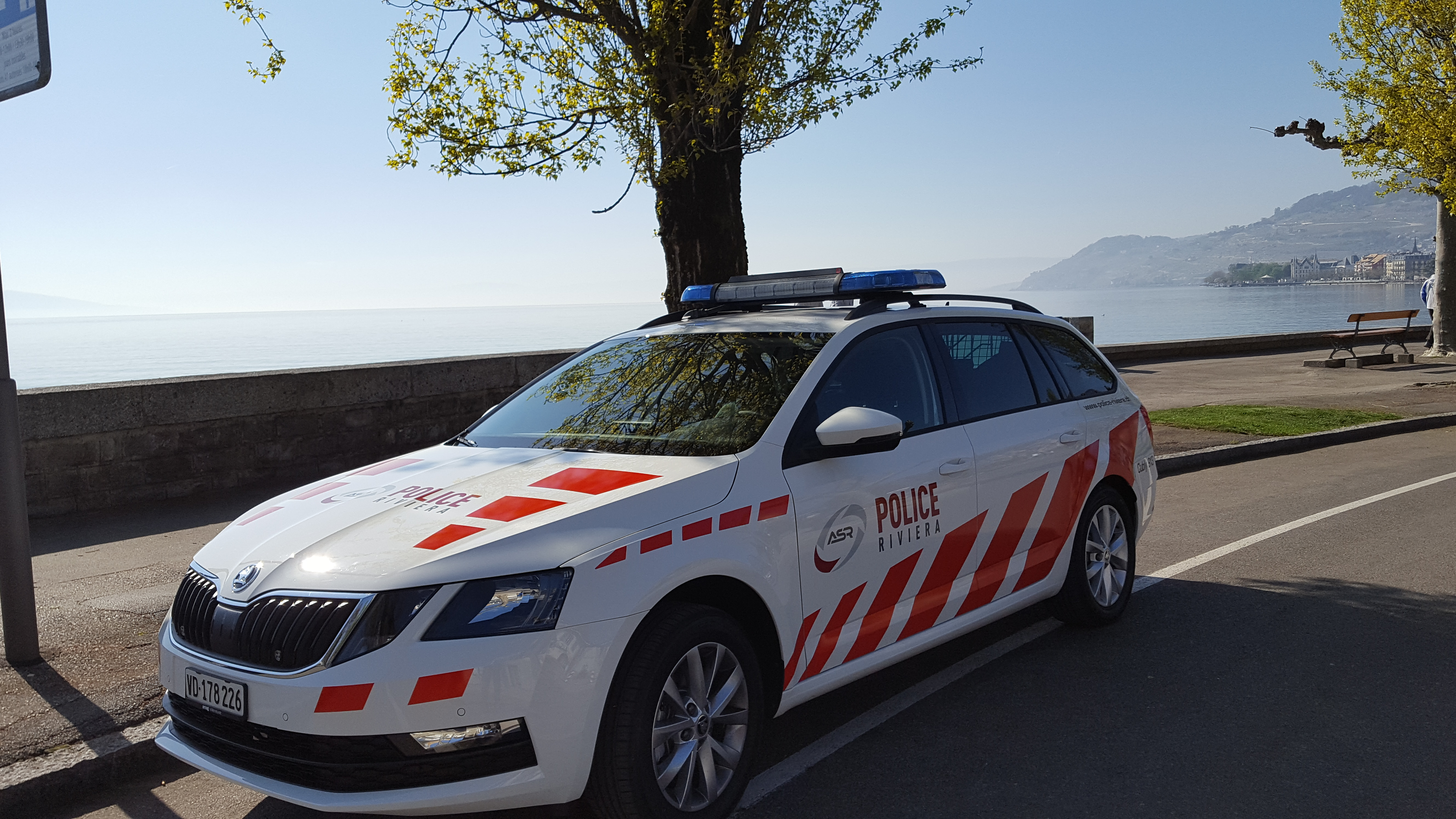
Полиция Ривьеры (2017)
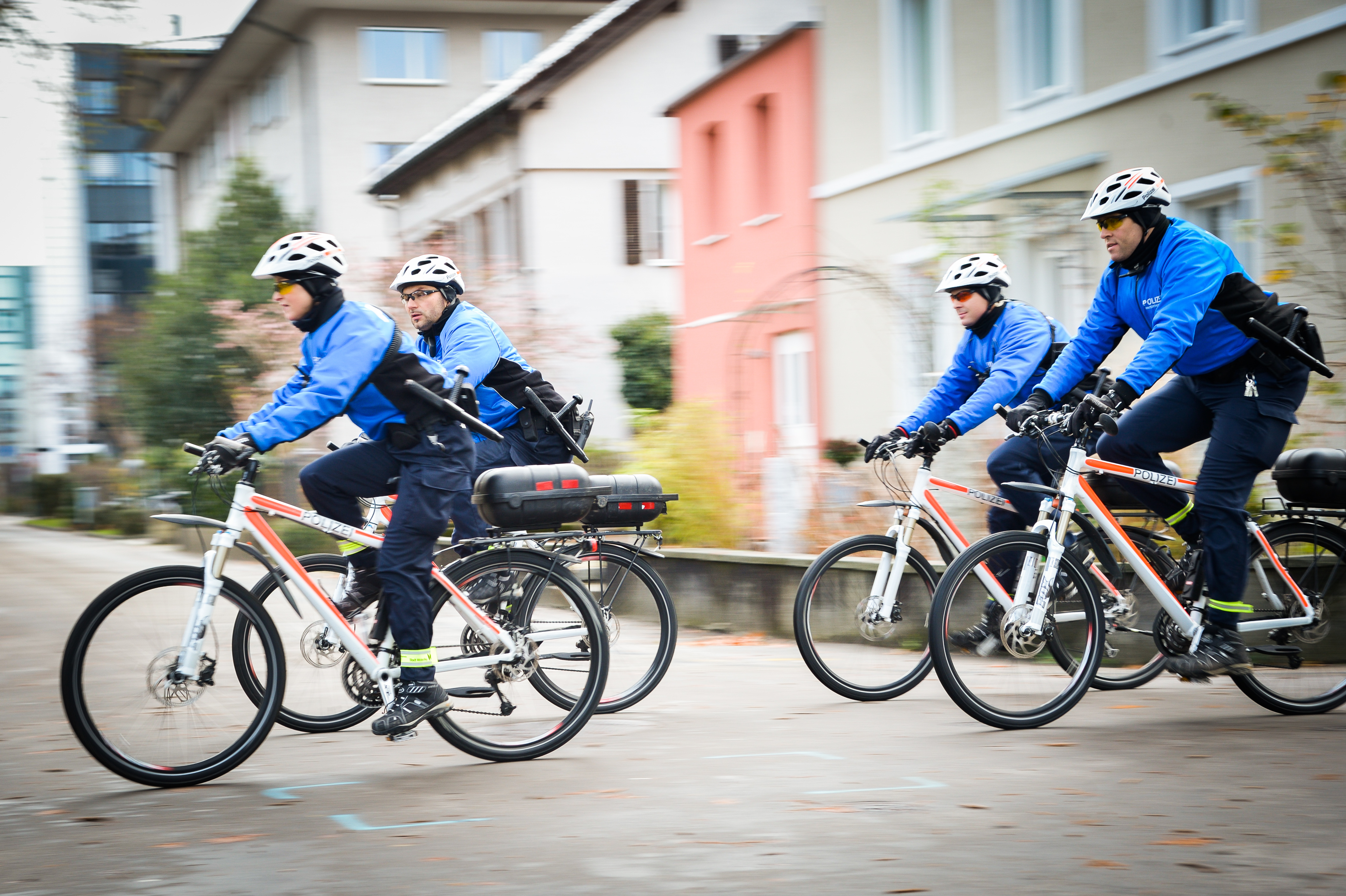
Велосипедный патруль городской полиции Винтертура (2012)

### Другие органы Конфедерации, выполняющие полицейские функции

#### Корпус пограничной охраны
Как последняя швейцарская служба безопасности, Корпус пограничной охраны был передан под федеральную юрисдикцию по таможенным сборам, когда в 1848 году было создано федеративное государство.
Это крупнейший национальный орган гражданской безопасности, насчитывающий около 2000 сотрудников. В отличие от Федеральной полиции (которая подчиняется Федеральному департаменту юстиции и полиции) и армии (которая подчиняется Министерству обороны, гражданской обороны и спорта Швейцарии), Корпус пограничной охраны является частью Федерального таможенного управления и, следовательно, подчиняется Федеральному департаменту финансов.
Пограничники, конечно, отвечают за контроль границы и сбор таможенных пошлин, но после вступления Швейцарии в Шенгенскую зону их роль в обеспечении внутренней безопасности была расширена и в настоящее время охватывает также такие задачи, как поиск транспортных средств и людей и борьба с преступностью в приграничной зоне.
Эти новые прерогативы, предоставленные пограничникам, не лишены проблем, поскольку некоторые кантоны считают, что пограничники посягают на суверенитет кантонов и фактически представляют собой своего рода федеральную полицию в форме, что противоречит Конституции. Несмотря на это, восемнадцать кантонов заключили соглашения о сотрудничестве полиции с корпусом пограничной охраны.
Обучение пограничников длится три года, и некоторые предметы, которые преподаются, очень близки к тем, которые изучают в полицейской академии.

Официальный герб пограничной службы
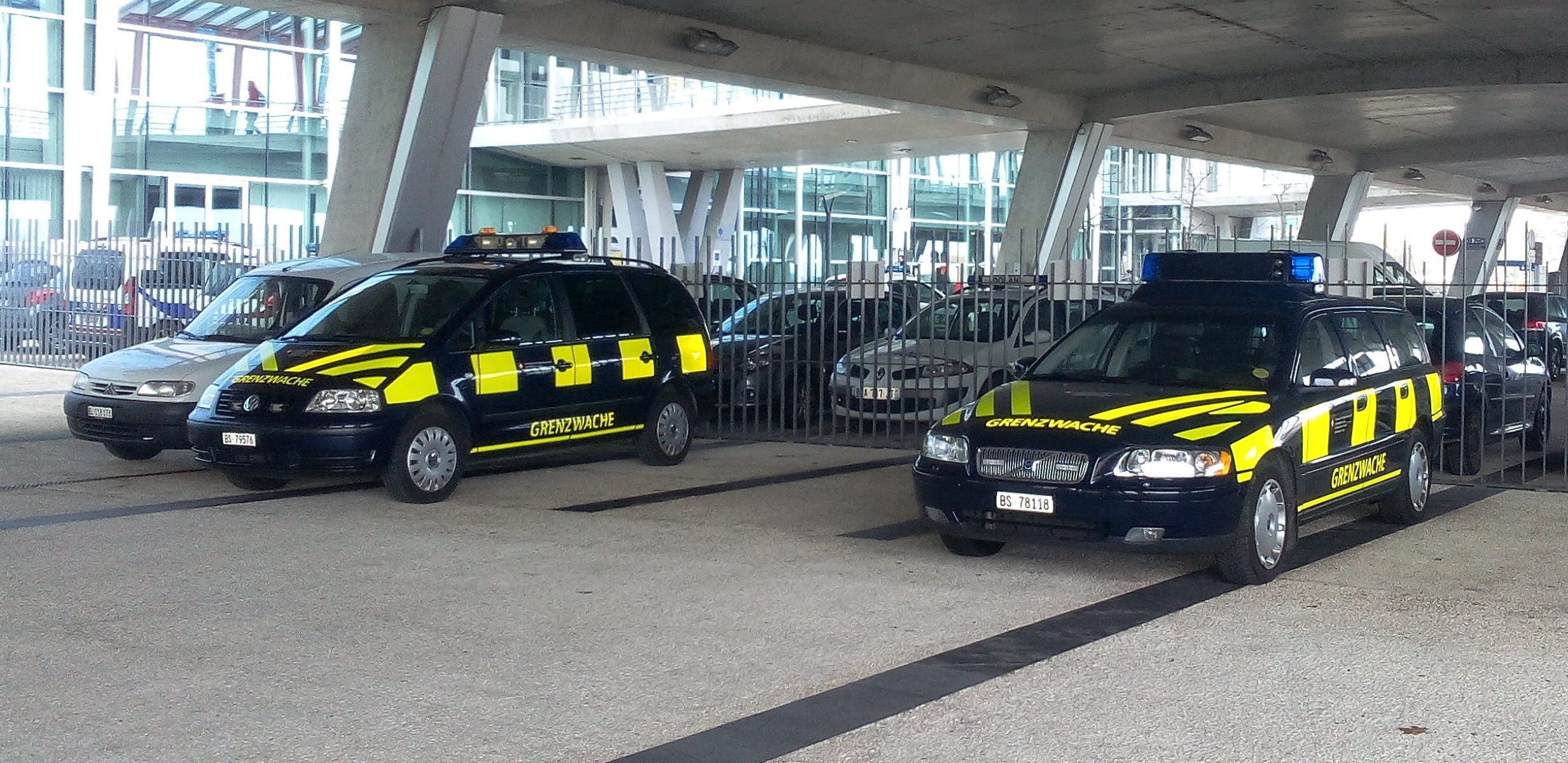
Интервенционные автомобили, Аэропорт Базель-Мюлуз-Фрайбург (2015)
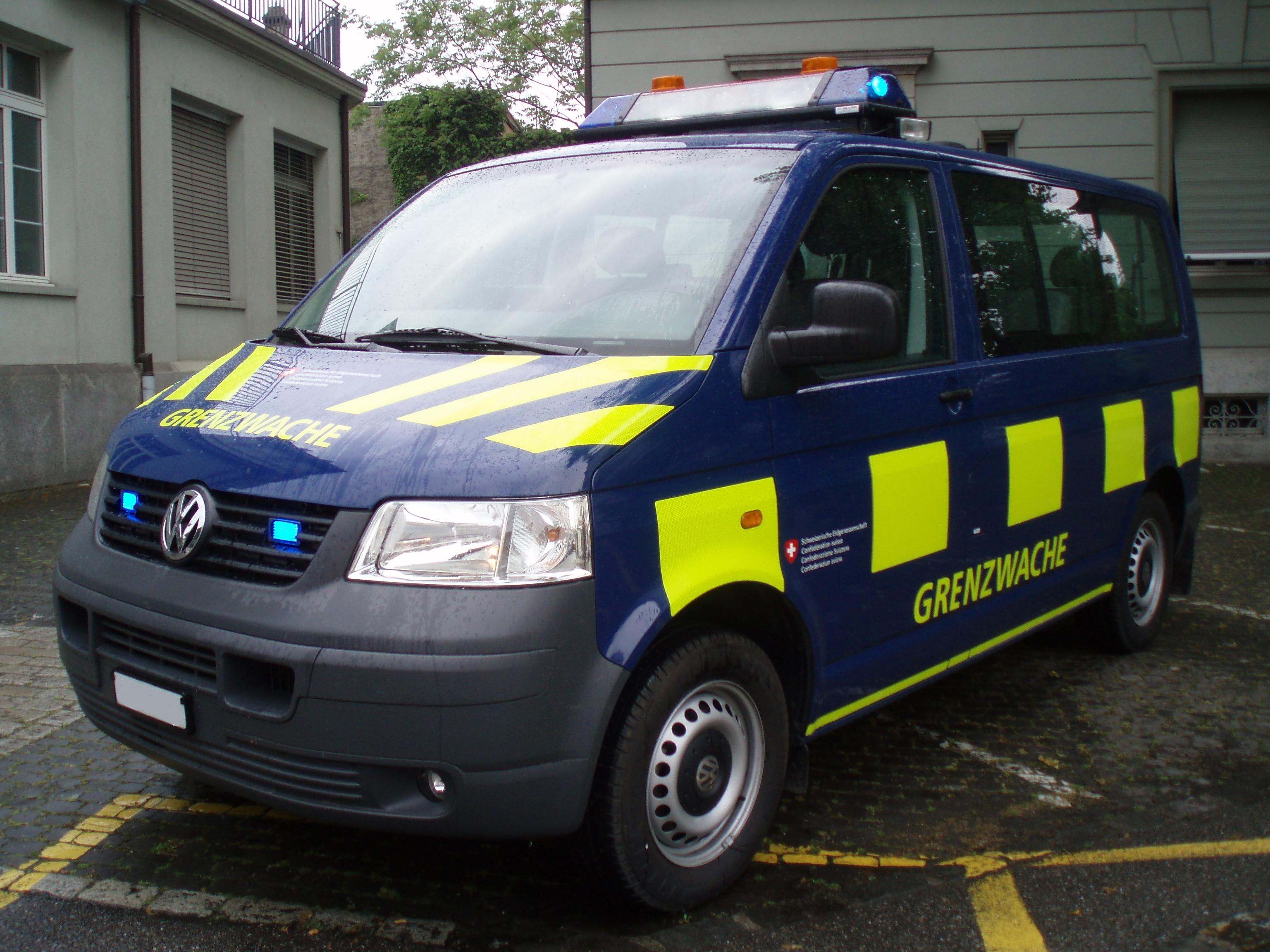
Интервенционный автомобиль (2007)
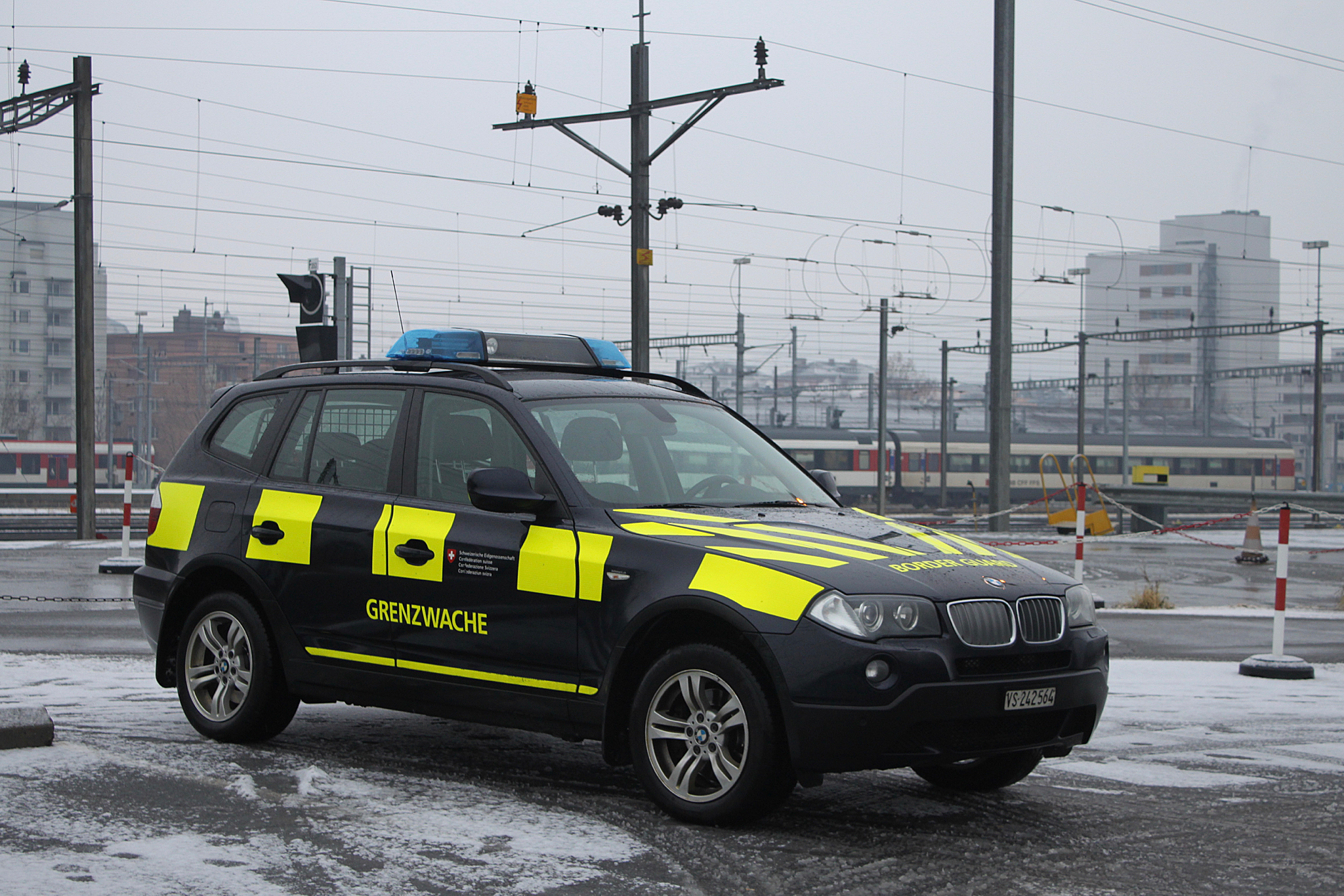
Интервенционный автомобиль в Бриге (2017)
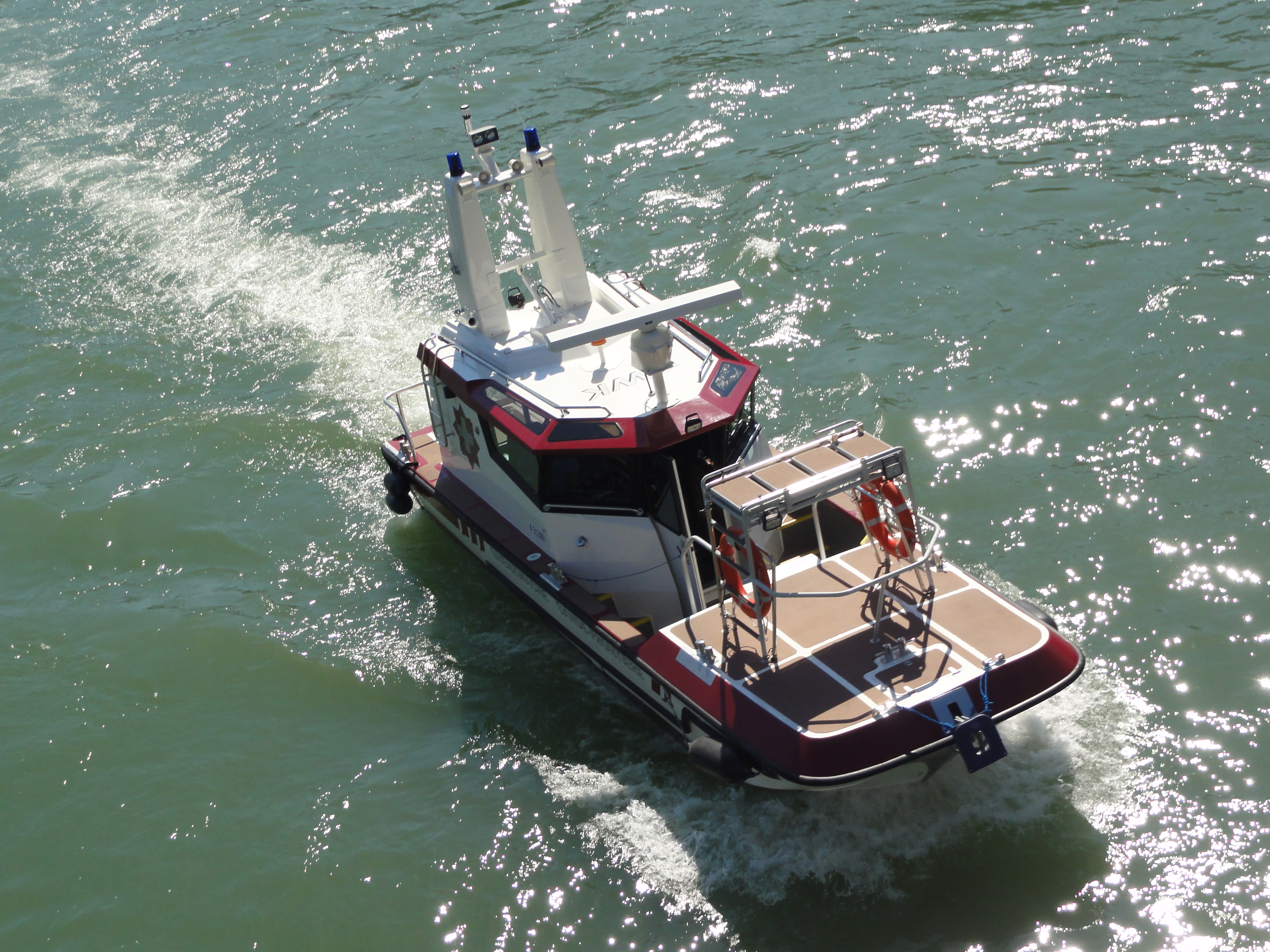
Интервенционный катер на Рейне, Базель (2012)

#### Военная полиция
Военная служба безопасности выполняет функции охраны, судебной и дорожной полиции в швейцарской армии. Она также взяла на себя дополнительные обязательства перед гражданскими властями, а также в отношении ликвидации неразорвавшихся боеприпасов и военного/гуманитарного разминирования.

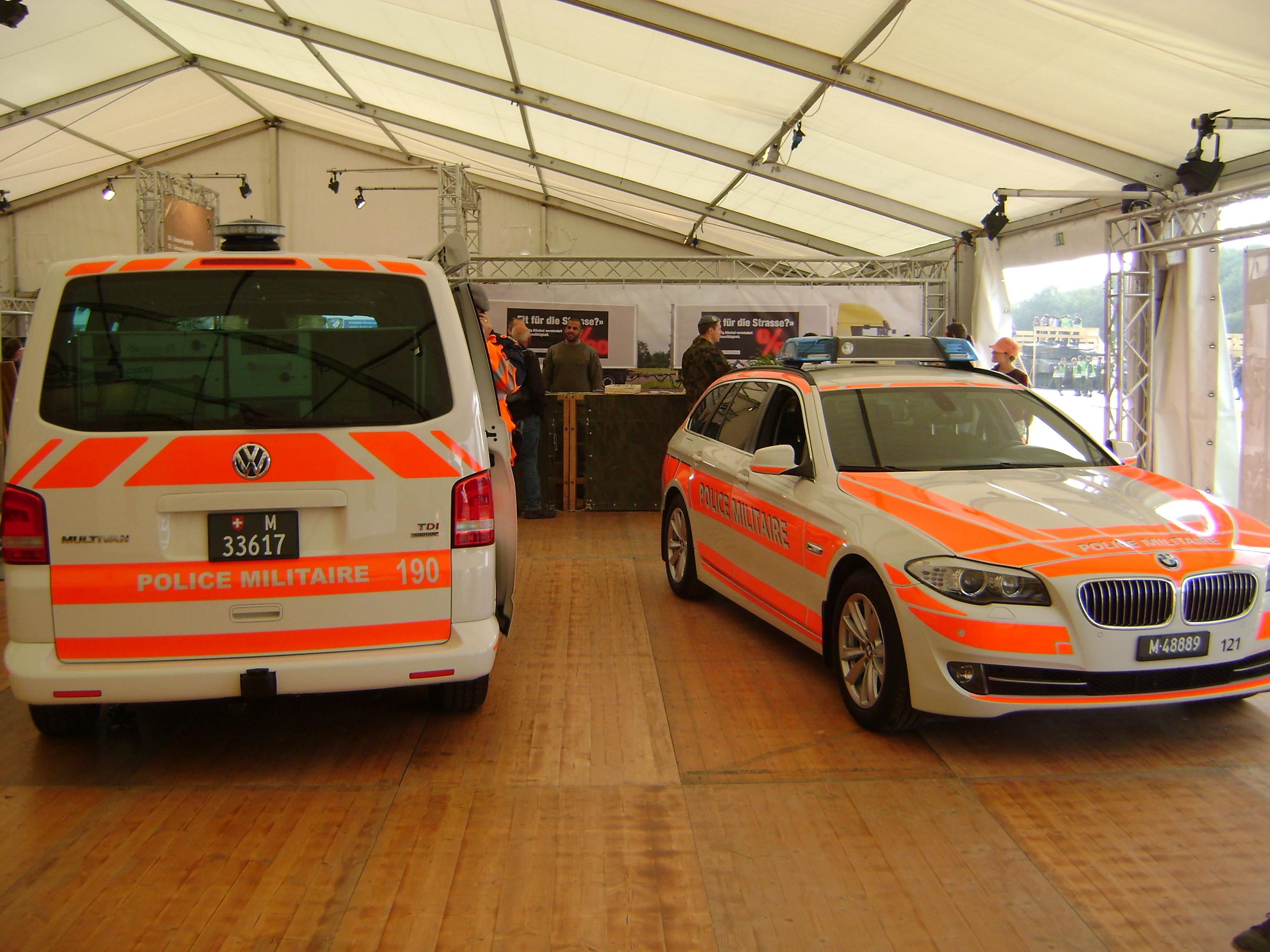
Автомобили военной полиции (2014)
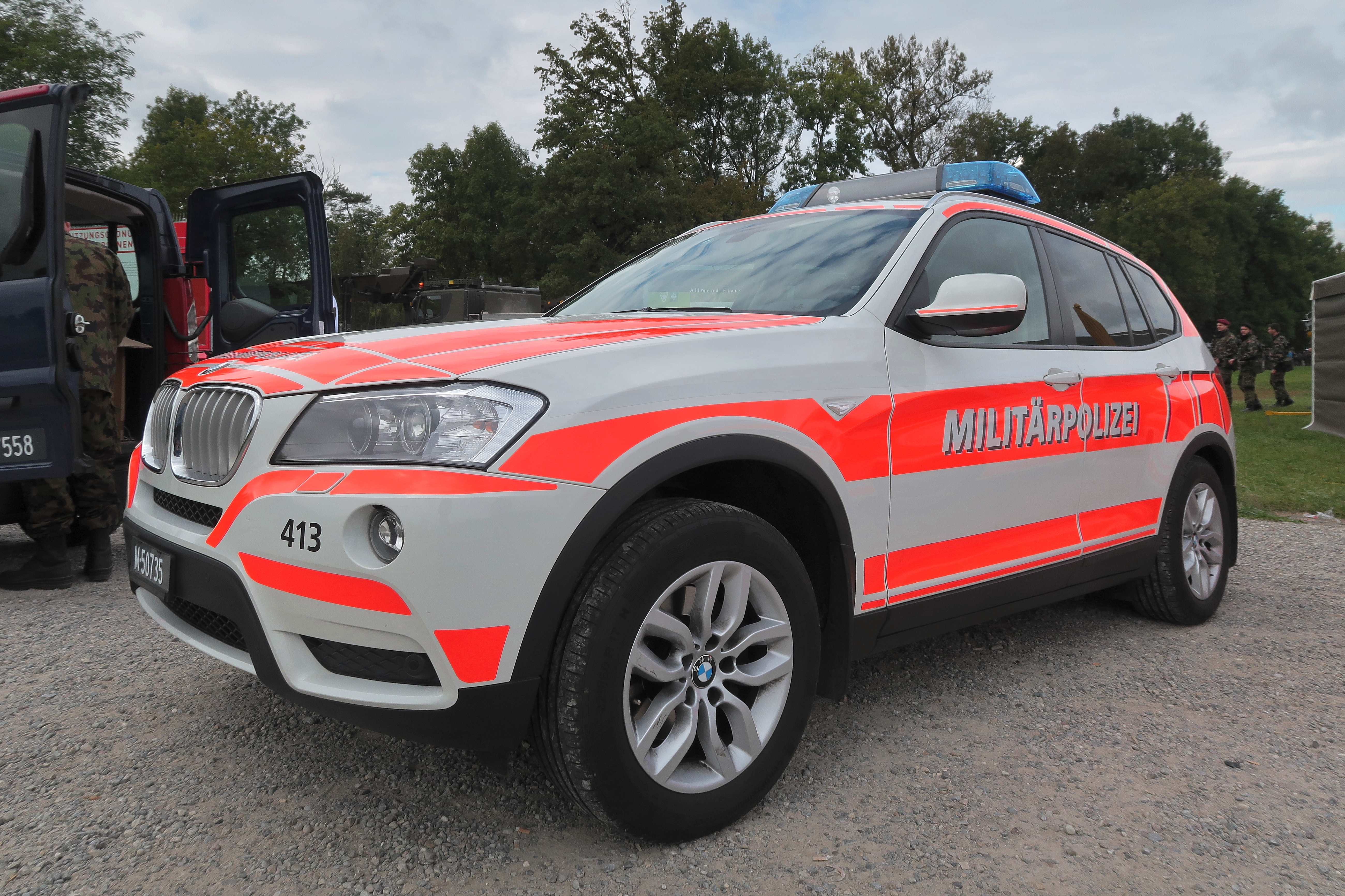
Автомобиль военной полиции (2016)
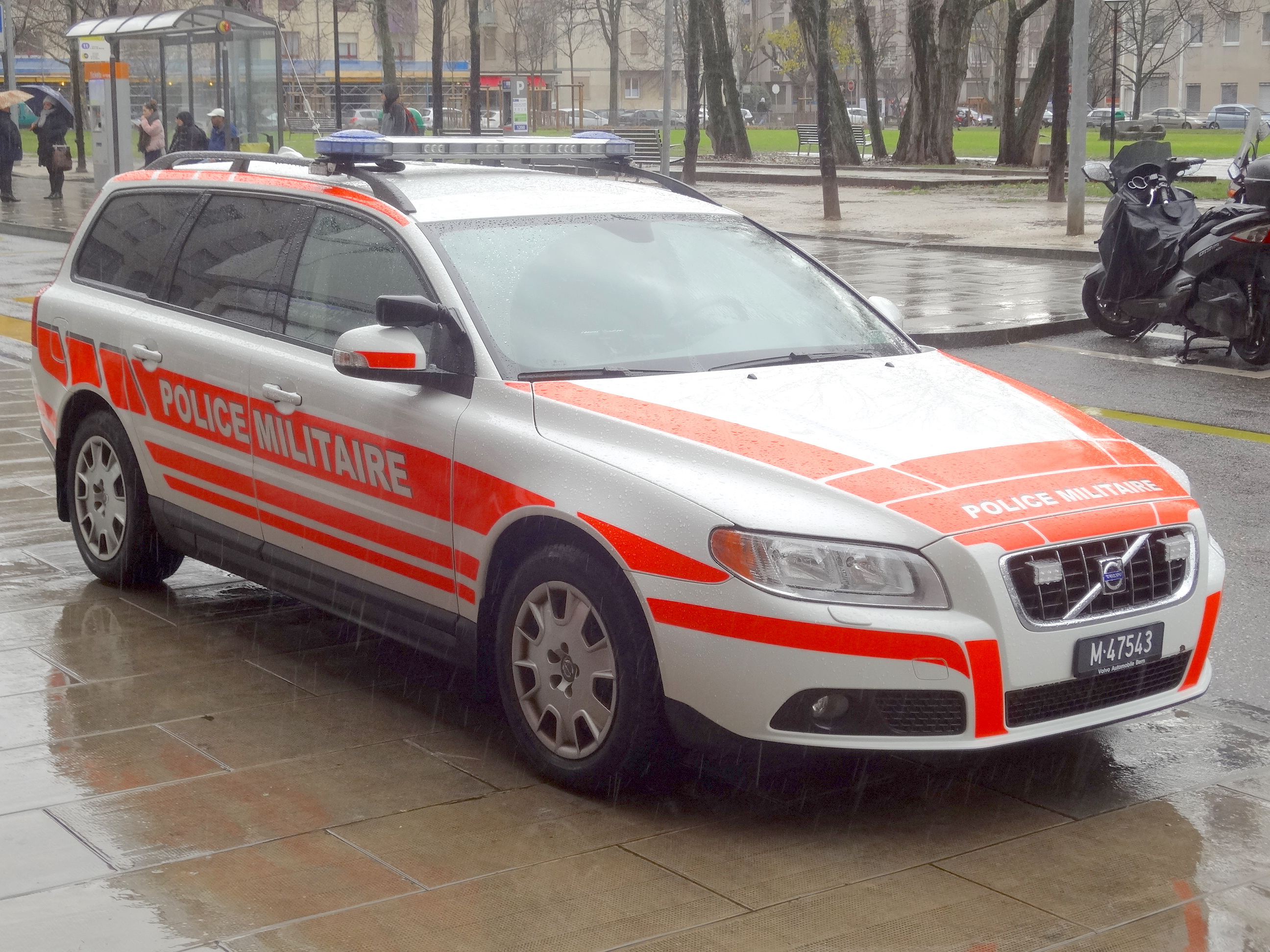
Автомобиль военной полиции в Женеве (2017)

#### Транспортная полиция CFF
Различные органы безопасности патрулируют общественный транспорт, а также железнодорожные вокзалы, трамвайные и автобусные остановки. Они защищают пассажиров, сотрудников, перевозимые грузы, инфраструктуру и транспортные средства и обеспечивают бесперебойную работу транспортных линий. Полномочия и обязанности этих органов регулируются федеральным законом и постановлением о его применении. Закон различает два типа органов безопасности, а именно транспортную полицию и службу безопасности. Транспортная полиция отличается от службы безопасности тем, что у неё есть дополнительные обязанности и полномочия, её сотрудники приводятся к присяге и обязаны носить форму.
Транспортная полиция Швейцарских федеральных железных дорог (CFF), иногда называемая «общинной полицией
», является полицейским корпусом, отвечающим за поддержание порядка и безопасности на вокзалах и на транспортных объектах нескольких компаний общественного транспорта. С 1 января 2011 года она полностью интегрирована в состав CFF. Корпус состоит из 245 человек, включая 187 мужчин и женщин полицейских, и разделен на 3 региона и 12 опорных пунктов. Некоторые кантоны подписали соглашение о сотрудничестве с CFF, чтобы расширить полномочия транспортной полиции на своей территории. С 2012 года Transports Publics Genevois пользуются их услугами. Транспортная полиция также оказывает поддержку кантональной полиции во время чрезвычайных происшествий. В частности, она выполняет функции экстренной полиции на железнодорожном вокзале Лозанны.
С 2012 года полицейская академия Саватан готовит кандидатов мужского и женского пола для работы в транспортной полиции.
Транспортная полиция также имеет несколько специализаций, включая патруль К9, подразделение по охране правопорядка.

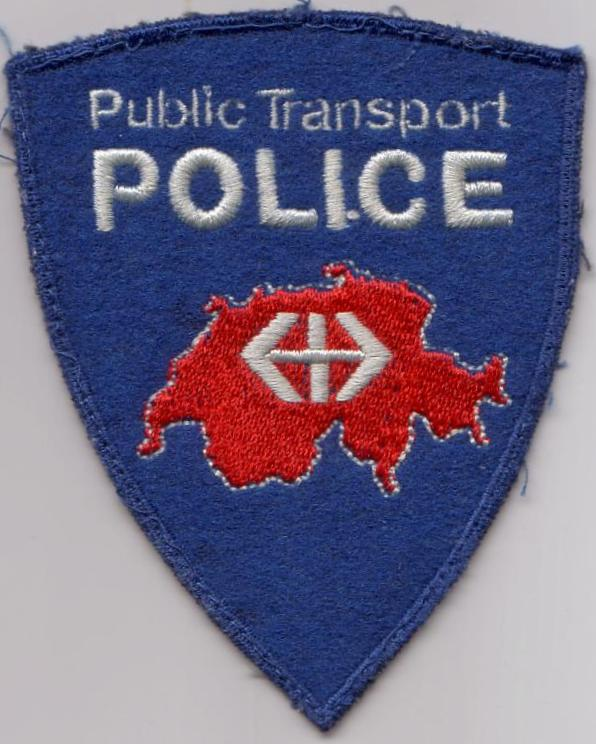
Герб транспортной полиции CFF
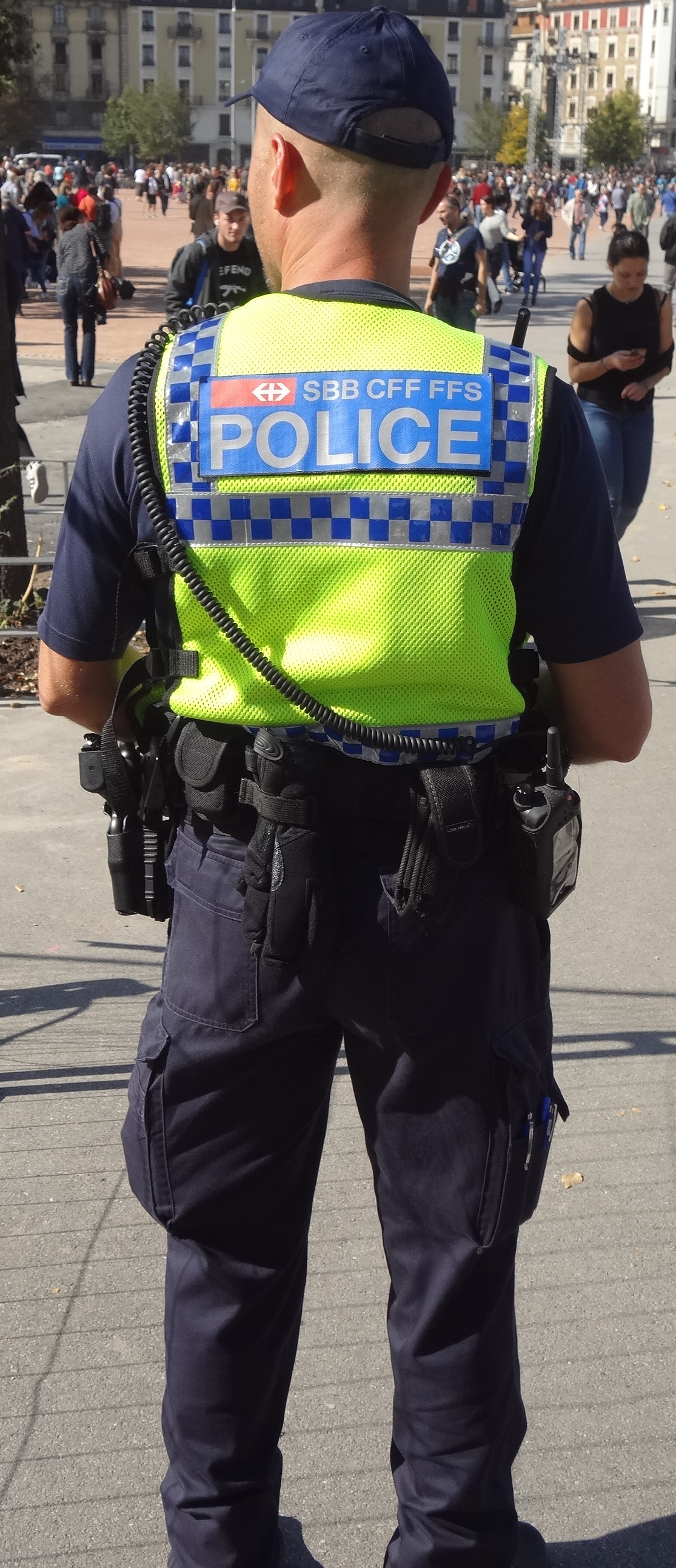
Транспортная полиция, Женева (2017)
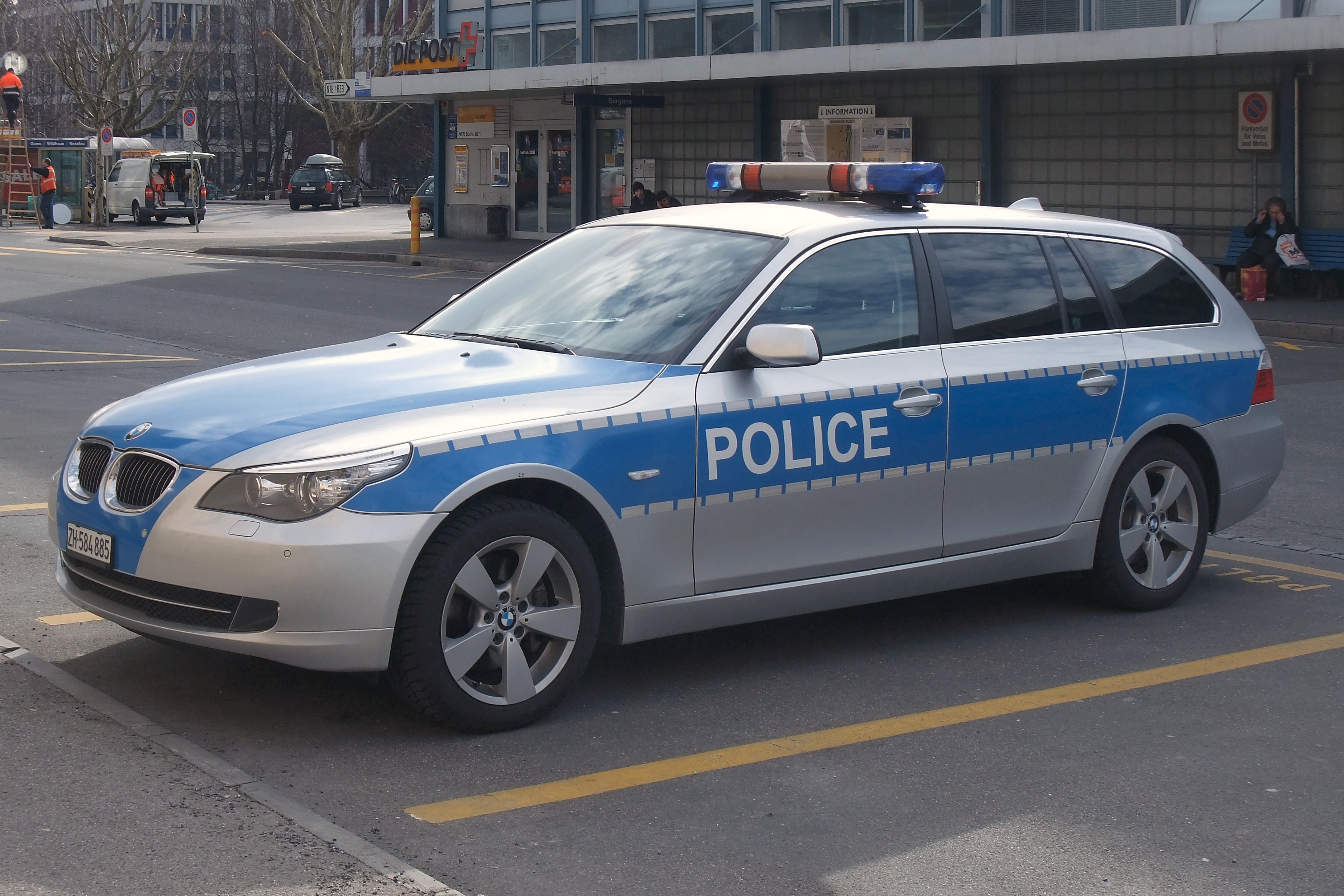
Транспортная полиция, автомобиль в Буксе (2010)
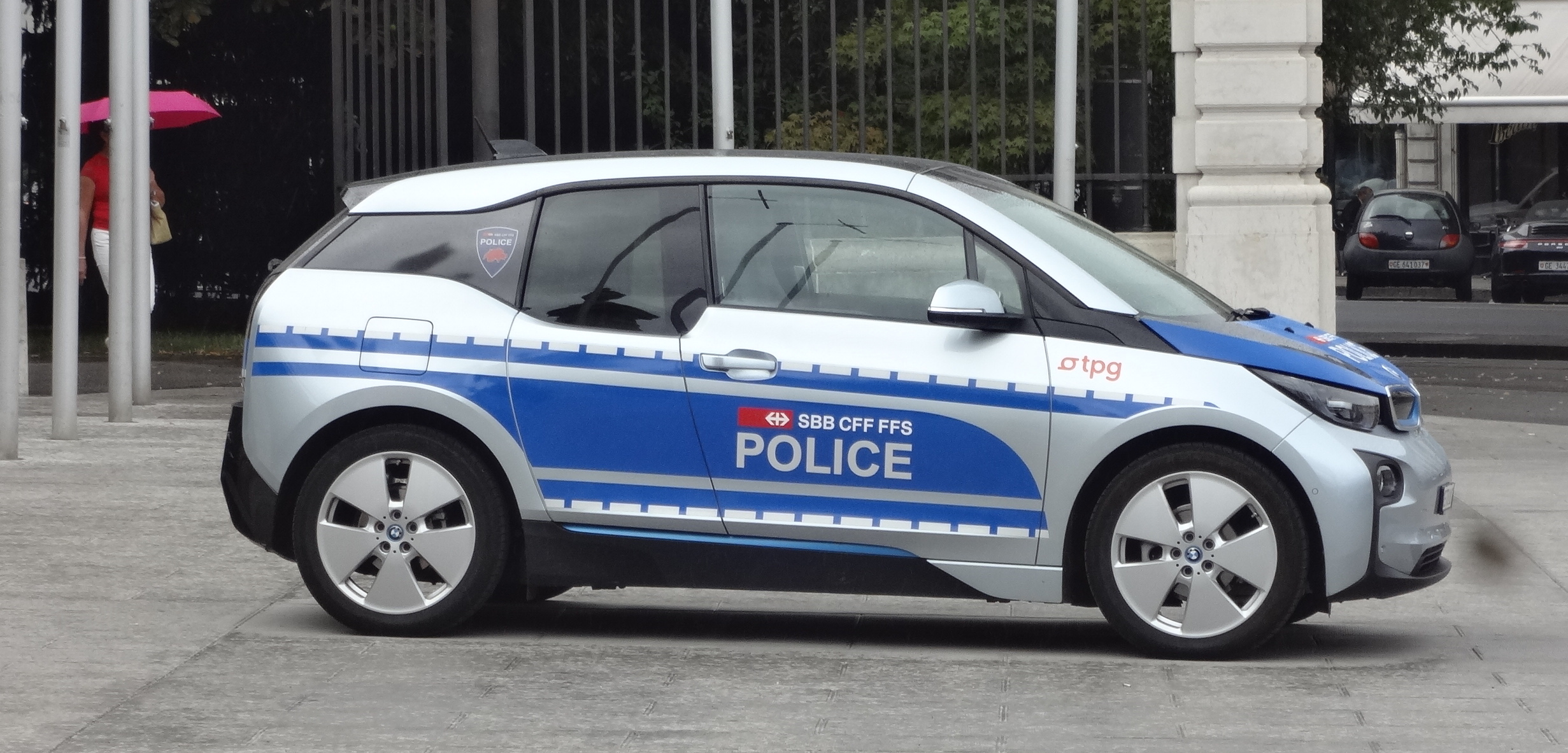
Транспортная полиция, автомобиль в Женеве (2017)
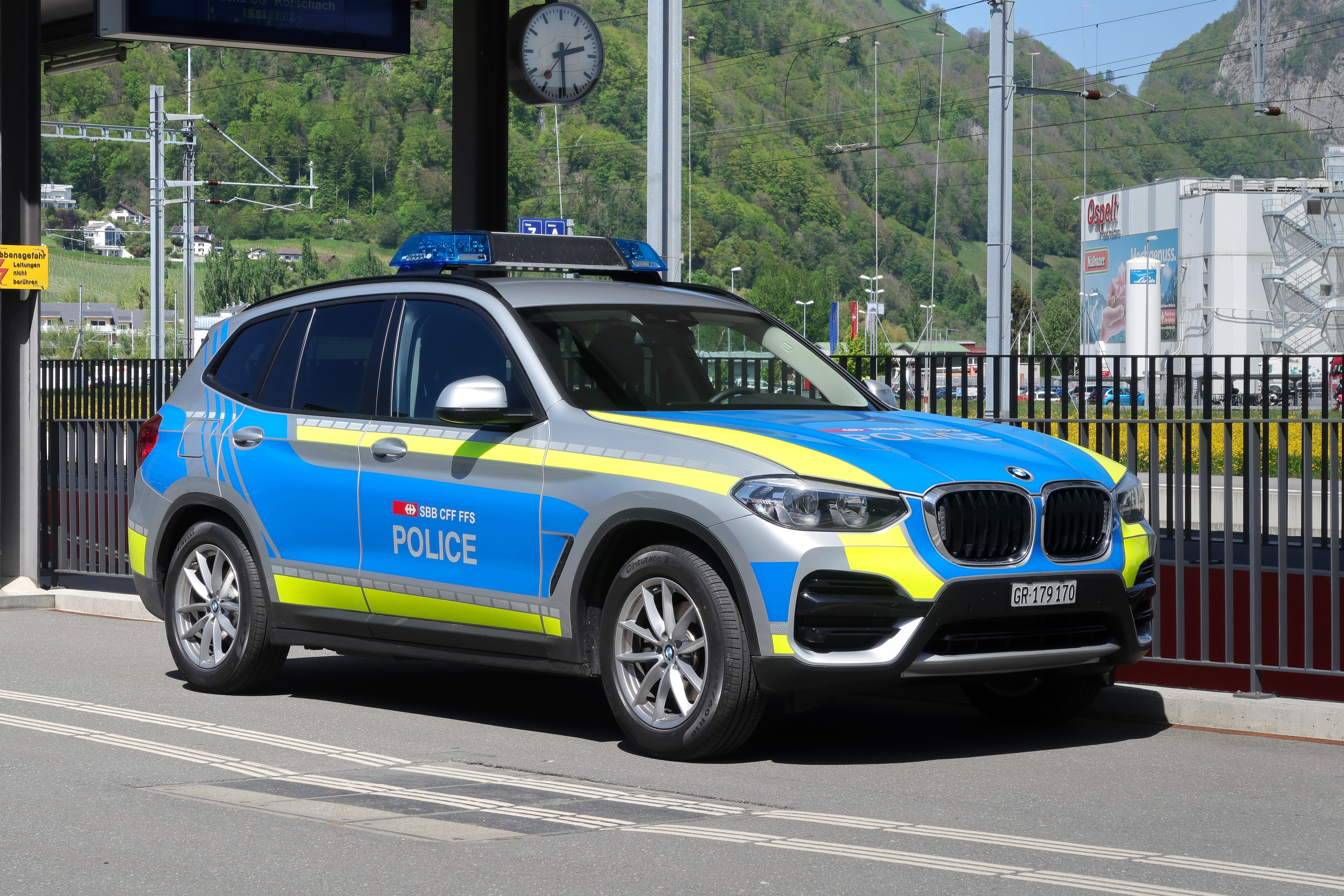
Транспортная полиция, автомобиль в Заргансе (2019)

## Сотрудничество с полицией

### Национальное сотрудничество
Осуществляется в основном через Конференцию командующих кантональной полицией Швейцарии (CCPCS).

### Международное сотрудничество
Швейцария является членом Интерпола.

## Ресурсы, имеющиеся в распоряжении полиции
Ресурсы зависят от бюджетов кантонов и политики безопасности, а также полномочий, возлагаемых на их полицейские силы.

### Финансовые и кадровые ресурсы
На 2010 год в кантоне Во бюджет составил 165,522,300 швейцарских франков на 1077.10 рабочих мест, а в кантоне Вале бюджет составил 71,492,700 швейцарских франков на 440 полицейских и 40 сотрудников с полным рабочим днем. Кроме того, кантон Невшатель объявил о выделении 59,737,500 швейцарских франков на содержание примерно 400 полицейских. Таким образом, средства, выделяемые этими тремя кантонами в пропорциональном отношении к их численности, являются относительно схожими, поскольку кантон Во выделяет 153,674,03 швейцарских франка на одну должность, Вале 148,943,25 швейцарских франков и, наконец, Невшатель около 149,343 швейцарских франков.
Что касается количества полицейских на одного жителя, то в кантоне Во на каждые 650 жителей приходится один полицейский, при том, что его население составляет 700 000 человек; в кантоне Вале с населением 303 241 человек на каждые 632 жителя приходится один полицейский; в кантоне Невшатель с населением 170 320 человек один полицейский приходится примерно на 425 жителей. Однако, в последнем кантоне идет процесс упразднения местных полицейских сил.

### Конная полиция
Конная полиция существовала в некоторых коммунальных или кантональных полициях, например, в Женеве, Мартиньи, Невшателе, Ивердоне, Цюрихе (город). От этих экспериментов отказались по причине дороговизны. Девять всадников, в том числе восемь женщин, были снова наняты в кантоне Женева в апреле 2018 года.

### Вспомогательные ресурсы
Вспомогательные сотрудники службы безопасности могут быть мобилизованы, обычно они не работают полный рабочий день, в основном они следят за людьми и событиями и назначаются на определённую территорию, задание или временной интервал, а затем поручаются другим людям. Они могут быть мобилизованы в течение минуты с помощью мобильного телефона. Полиция может использовать их в качестве свидетелей конкретного вмешательства или события. Эти вспомогательные службы находятся в ведении частных охранных агентств и рассматриваются как информаторы.